# Исчезнувшие населённые пункты Новгородской области
Список населённых пунктов Новгородской области представляет собой перечень упразднённых населённых пунктов Новгородской области (в границах области в 1944-1995 гг.)

## Перечень
| Наименование населённого пункта | Сельский Совет               | Район         | Распорядительный документ, его содержание дата и номер                                                                                        |
| ------------------------------- | ---------------------------- | ------------- | --- |
| Авдунино, д.                    | Каменский                    | Холмский      | Снята с учёта решением облисполкома 12.12.1985 № 491                                                                                          |
| Авинное, д.                     | Медовский                    | Холмский      | Объединена с д. Лосево решением облисполкома 26.01.1976 № 46                                                                                  |
| Адамово, д.                     | Велильский                   | Марёвский     | Снята с учёта решением облисполкома 23.02.1987 № 70                                                                                           |
| Александровская колония, д.     | Селищенский                  | Чудовский     | Снята с учёта решением облисполкома 22.02.1971 № 82                                                                                           |
| Александровское, д.             | Ельненский                   | Холмский      | Снята с регистрации решением облисполкома 17.10.1977 № 469                                                                                    |
| Алексино, д.                    | Устьевский                   | Холмский      | Снята с учёта решением облисполкома 20.10.1986 № 388                                                                                          |
| Алёнкино, д.                    | Травковский                  | Боровичский   | Снята с учёта решением облисполкома 23.02.1987 № 70                                                                                           |
| Ананьино, д.                    | Берёзовский                  | Старорусский  | Снята с учёта решением облисполкома 17.05.1984 № 201                                                                                          |
| Андреевский Хутор, д.           | Чудовский                    | Чудовский     | Снята с учёта решением облисполкома 29.03.1976 № 193                                                                                          |
| Андреевское, д.                 | Любенский                    | Марёвский     | Снята с учёта решением облисполкома 22.12.1975 № 747                                                                                          |
| Андрихново, д.                  | Подберезский                 | Новгородский  | Снята с учёта решением облисполкома 23.12.1968 № 742                                                                                          |
| Андрюшино, д.                   | Щетиновский                  | Мошенской     | Снята с регистрации решением облисполкома 17.10.1977 № 469                                                                                    |
| Андрюшкино, д.                  | Ракушинский                  | Крестецкий    | Снята с регистрации решением облисполкома 26.12.1977 № 581                                                                                    |
| Анишино, д.                     | Бубаринский                  | Боровичский   | Снята с регистрации решением облисполкома 28.01.1966 № 65                                                                                     |
| Анишино-2, д.                   | Утушкинский                  | Старорусский  | Снята с учёта решением облисполкома 23.02.1987 № 70                                                                                           |
| Аносово, д.                     | Коровинский                  | Пестовский    | Снята с учёта решением облисполкома 23.12.1968 № 742                                                                                          |
| Антонино, д.                    | Кировский                    | Боровичский   | Снята с регистрации решением облисполкома 26.01.1976 № 46                                                                                     |
| Антониха, д.                    | Ёгольский                    | Боровичский   | Снята с учёта решением облисполкома 23.02.1987 № 70                                                                                           |
| Антушево, д.                    | Соснинско- Пристанский       | Чудовский     | Снята с учёта решением облисполкома 29.03.1976 № 193                                                                                          |
| Аргуново, д.                    | Кушаверский                  | Хвойнинский   | Снята с учёта решением облисполкома 28.01.1966 № 65                                                                                           |
| Бабино, д.                      | Опеченский                   | Боровичский   | Исключена из учётных данных решением облисполкома 16.03.1988 № 79                                                                             |
| Бабки, д.                       | Ильменский                   | Новгородский  | Снята с учёта решением облисполкома 20.10.1986 № 388                                                                                          |
| Бабкино, д.                     | Маловишерский горсовет       | Маловишерский | Включена в черту г. Малая Вишера. Решение облисполкома 16.02.1987 № 49                                                                        |
| Бабье, д.                       | Белебёлковский               | Поддорский    | Присоединена к с. Белебёлка. Решение облисполкома 28.02.1977 № 112                                                                            |
| Бавыкино, д.                    | Минецкий                     | Хвойнинский   | Снята с учёта решением облисполкома 11.02.1982 № 82                                                                                           |
| Базловка, д.                    | Борковский                   | Новгородский  | Снята с учёта решением облисполкома 20.10.1986 № 388                                                                                          |
| Байново, д.                     | Зехинский                    | Старорусский  | Снята с учёта решением облисполкома 11.02.1982 № 82                                                                                           |
| Балкова Горка, д.               | Раменский                    | Мошенской     | Снята с регистрации решением облисполкома 17.10.1977 № 469                                                                                    |
| Балкова Шенова, д.              | Висленеостровский            | Окуловский    | Снята с регистрации решением облисполкома 24.11.1976 № 631                                                                                    |
| Баложи, д.                      | Гостецкий                    | Новгородский  | Снята с учёта решением облисполкома 20.10.1986 № 388                                                                                          |
| Бараниха, д.                    | Новоселицкий                 | Новгородский  | Снята с учёта решением облисполкома 26.08.1968 № 490. Вновь образована постановлением Новгородской областной Думы № 348-III ОД от 26.03.2003. |
| Барево, д.                      | Переходский                  | Поддорский    | Снята с учёта решением облисполкома 23.12.1968 № 742                                                                                          |
| Барканиха, д.                   | Травковский                  | Боровичский   | Снята с учёта решением облисполкома 23.02.1987 № 70                                                                                           |
| Барская Видогощь, д.            | Видогощский                  | Новгородский  | Снята с учёта решением облисполкома 23.12.1968 № 742                                                                                          |
| Барская Вишерка, д.             | Маловишерский горсовет       | Маловишерский | Снята с учёта решением облисполкома 12.09.1984 № 392                                                                                          |
| Батово, д.                      | Ивантеевский                 | Валдайский    | Снята с учёта решением облисполкома 23.12.1968 № 742                                                                                          |
| Батурино, д.                    | Ракомский                    | Новгородский  | Снята с регистрации решением облисполкома 25.11.1974 № 646                                                                                    |
| Бахово, д.                      | Ельненский                   | Холмский      | Снята с учёта решением облисполкома 20.10.1986 № 388                                                                                          |
| Бачалиха, д.                    | Ягайловский                  | Мошенской     | Снята с учёта решением облисполкома 23.12.1968 № 742                                                                                          |
| Бачуги, д.                      | Новорахинский                | Крестецкий    | Снята с регистрации решением облисполкома 26.12.1977 № 581                                                                                    |
| Белая, д.                       | Новорусский                  | Марёвский     | Снята с учёта решением облисполкома 22.02.1971 № 82                                                                                           |
| Белевик, д.                     | Большелесовский              | Боровичский   | Снята с регистрации решением облисполкома 28.01.1966 № 65                                                                                     |
| Белики, д.                      | Тухомичский                  | Холмский      | Снята с учёта решением облисполкома 12.12.1985 № 491                                                                                          |
| Белоусов Бор, д.                | Дретенский                   | Старорусский  | Объединена с д. Маловасильевский Бор и д. Щетин Бор в д. Большие Боры. Решение облисполкома 15.01.1973 № 20                                   |
| Белушка, д.                     | Заводский                    | Окуловский    | Снята с регистрации решением облисполкома 26.12.1977 № 581                                                                                    |
| Бельково, д.                    | Ореховский                   | Мошенской     | Снята с учёта решением облисполкома 20.10.1986 № 388                                                                                          |
| Белянкино, д.                   | Новодеревенский              | Марёвский     | Снята с учёта решением облисполкома 12.09.1984 № 392                                                                                          |
| Берегино, д.                    | Горицкий                     | Волотовский   | Исключена из учётных данных решением облисполкома 16.03.1988 № 79                                                                             |
| Береговой, пос.                 | Озеренский                   | Маловишерский | Снят с учёта решением облисполкома 23.12.1968 № 742                                                                                           |
| Береговщина, д.                 | Морконницкий                 | Маловишерский | Объединена с д. Подгорное. Решение облисполкома 18.09.1981 № 369                                                                              |
| Бережок, д.                     | Богословский                 | Пестовский    | Снята с регистрации решением облисполкома 17.10.1977 № 469                                                                                    |
| Бережок, д.                     | Дрегельский                  | Любытинский   | Снята с учёта решением облисполкома 20.10.1986 № 388                                                                                          |
| Березай, д.                     | Бельский                     | Валдайский    | Снята с учёта решением облисполкома 12.12.1985 № 491                                                                                          |
| Березино, д.                    | Звонецкий                    | Любытинский   | Снята с учёта решением облисполкома 23.12.1968 № 742                                                                                          |
| Березник, д.                    | Моисеевский                  | Марёвский     | Снята с учёта решением облисполкома 23.02.1987 № 70                                                                                           |
| Березно, д.                     | Внутский                     | Хвойнинский   | Снята с учёта решением облисполкома 11.02.1982 № 82                                                                                           |
| Берёзка, д.                     | Выбитский                    | Солецкий      | Объединена с пос. Выбити решением облисполкома 26.01.1976 № 46                                                                                |
| Берёзка, д.                     | Добростский                  | Крестецкий    | Снята с учёта решением облисполкома 12.09.1984 № 392                                                                                          |
| Берёзка, д.                     | Миронежский                  | Валдайский    | Исключена из учётных данных решением облисполкома 29.12.1976 № 720                                                                            |
| Берёзкино, д.                   | Охонский                     | Пестовский    | Снята с регистрации решением облисполкома 11.02.1982 № 82                                                                                     |
| Берёзовая Гора, д.              | Ямской                       | Крестецкий    | Снята с регистрации решением облисполкома 26.12.1977 № 581                                                                                    |
| Берёзовая Изба, д.              | Велильский                   | Марёвский     | Снята с учёта решением облисполкома 12.09.1984 № 392                                                                                          |
| Берёзовик, д.                   | Хвощевикский                 | Любытинский   | Снята с учёта решением облисполкома 23.12.1968 № 742                                                                                          |
| Берёзовка, д.                   | Волотовский                  | Волотовский   | Включена в черту пос. Волот. Решение облисполкома 17.05.1984 № 201                                                                            |
| Берёзово, д.                    | Городнянский                 | Поддорский    | Снята с учёта решением облисполкома 29.03.1976 № 193                                                                                          |
| Берлюково, д.                   | Лазарицкий                   | Парфинский    | Снята с учёта решением облисполкома 29.05.1979 № 199                                                                                          |
| Беседки, д.                     | Полистовский                 | Поддорский    | Снята с учёта решением облисполкома 29.03.1976 № 193                                                                                          |
| Благодать, д.                   | Велильский                   | Марёвский     | Снята с регистрации решением облисполкома 23.12.1968 № 742                                                                                    |
| Бобково, д.                     | Жирковский                   | Демянский     | Снята с регистрации решением облисполкома 26.01.1976 № 46                                                                                     |
| Боково, д.                      | Моисеевский                  | Марёвский     | Снята с учёта решением облисполкома 23.02.1987 № 70                                                                                           |
| Болдырево, д.                   | Ельненский                   | Холмский      | Снята с учёта решением облисполкома 20.10.1986 № 388                                                                                          |
| Боловино, д.                    | Рамушевский                  | Старорусский  | Снята с учёта решением облисполкома 22.02.1971 № 82                                                                                           |
| Болони, д.                      | Каменский                    | Холмский      | Снята с учёта решением облисполкома 11.02.1982 № 82                                                                                           |
| Болотник 1, д.                  | Мстинский                    | Новгородский  | Снята с регистрации решением облисполкома 25.11.1974 № 646                                                                                    |
| Болотник 2, д.                  | Бронницкий                   | Новгородский  | Снята с учёта решением облисполкома 20.10.1986 № 388                                                                                          |
| Болотник 3, д.                  | Мстинский                    | Новгородский  | Снята с регистрации решением облисполкома 25.11.1974 № 646                                                                                    |
| Болотница, д.                   | Лучкинский                   | Валдайский    | Снята с регистрации решением облисполкома 28.01.1966 № 65                                                                                     |
| Болото, д.                      | Остахновский                 | Хвойнинский   | Снята с учёта решением облисполкома 29.03.1976 № 193                                                                                          |
| Большая Горушка, д.             | Белебёлковский               | Поддорский    | Снята с учёта решением облисполкома 12.12.1985 № 491                                                                                          |
| Большая Коровенка, д.           | Белебёлковский               | Поддорский    | Снята с учёта решением облисполкома 12.09.1984 № 392                                                                                          |
| Большая Луковница, д.           | Ермолинский                  | Новгородский  | Снята с регистрации решением облисполкома 25.11.1974 № 646                                                                                    |
| Большие Влички, д.              | Бургинский                   | Маловишерский | Слилась с д. Малые Влички в одну д. Влички. Решение облисполкома 12.09.1984 № 392                                                             |
| Большие Гривы, д.               | Должинский                   | Волотовский   | Снята с учёта решением облисполкома 23.02.1987 № 70                                                                                           |
| Большие Мещёры, д.              | Дубровский                   | Старорусский  | Снята с регистрации решением облисполкома 23.12.1968 № 742                                                                                    |
| Большие Поляны, д.              | Красностанский               | Новгородский  | Объединена с д. Малые Поляны в одну д. Поляны. Решение облисполкома 25.11.1974 № 646                                                          |
| Большое Лашково, д.             | Люблинский                   | Поддорский    | Снята с учёта решением облисполкома 12.12.1985 № 491                                                                                          |
| Большое Насакино, д.            | Едровский                    | Валдайский    | Снята с регистрации решением облисполкома 24.11.1976 № 631                                                                                    |
| Большое Радилово, д.            | Морховский                   | Холмский      | Снята с регистрации решением облисполкома 15.01.1973 № 20                                                                                     |
| Большое Русское, д.             | Ивантеевский                 | Валдайский    | Снята с регистрации решением облисполкома 22.02.1971 № 82                                                                                     |
| Большое Стречно, д.             | Залучский                    | Старорусский  | Снята с учёта решением облисполкома 16.03.1988 № 79                                                                                           |
| Большое Токарево, д.            | Городнянский                 | Поддорский    | Снята с учёта решением облисполкома 29.03.1976 № 193                                                                                          |
| Большой Двор, д.                | Бураковский                  | Поддорский    | Снята с учёта решением облисполкома 12.12.1985 № 491                                                                                          |
| Большой Двор, д.                | Ямновский                    | Поддорский    | Снята с учёта решением облисполкома 23.12.1968 № 742                                                                                          |
| Большой Калинец, д.             | Дворецкий                    | Парфинский    | Снята с учёта решением облисполкома 12.12.1985 № 491                                                                                          |
| Большой Остров, д.              | Новодеревенский              | Марёвский     | Снята с учёта решением облисполкома 12.09.1984 № 392                                                                                          |
| Бор, д.                         | Озеренский                   | Маловишерский | Снята с регистрации решением облисполкома 28.02.1972 № 113                                                                                    |
| Бор, д.                         | Селищенский                  | Чудовский     | Объединена с д. Арефино. Решение облисполкома 24.05.1976 № 294                                                                                |
| Борзуново, д.                   | Борисовский                  | Старорусский  | Снята с учёта решением облисполкома 11.02.1982 № 82                                                                                           |
| Борино, д.                      | Хировский                    | Любытинский   | Снята с учёта решением облисполкома 23.12.1968 № 742                                                                                          |
| Борисов, хут.                   | Русский                      | Новгородский  | Снят с учёта решением облисполкома 23.12.1968 № 742                                                                                           |
| Борисово, д.                    | Каменский                    | Холмский      | Снята с регистрации решением облисполкома 26.12.1977 № 581                                                                                    |
| Борихино, д.                    | Калининский                  | Мошенской     | Снята с учёта решением облисполкома 20.10.1986 № 388                                                                                          |
| Боровата, д.                    | Дрегельский                  | Любытинский   | Снята с учёта решением облисполкома 26.12.1977 № 581                                                                                          |
| Боровики, д.                    | Мелковичский                 | Батецкий      | Снята с учёта решением облисполкома 20.10.1986 № 388                                                                                          |
| Бородашкино, д.                 | Устьевский                   | Холмский      | Снята с учёта решением облисполкома 23.02.1987 № 70                                                                                           |
| Борозденка, д.                  | Горицкий                     | Волотовский   | Исключена из учётных данных решением облисполкома 16.03.1988 № 79                                                                             |
| Борок, д.                       | Городенский                  | Батецкий      | Снята с учёта решением облисполкома 22.02.1971 № 82                                                                                           |
| Борок, д.                       | Пустовишерский               | Маловишерский | Снята с регистрации решением облисполкома 28.02.1972 № 113                                                                                    |
| Бортник, д.                     | Люблинский                   | Поддорский    | Снята с учёта решением облисполкома 12.09.1984 № 392                                                                                          |
| Боры, д.                        | Мстинский                    | Новгородский  | Объединена с с. Бронница. Решение облисполкома 25.11.1974 № 646                                                                               |
| Брагино, д.                     | Шишковский                   | Демянский     | Снята с регистрации решением облисполкома 26.01.1976 № 46                                                                                     |
| Брагин Остров, д.               | Озеренский                   | Маловишерский | Снята с учёта решением облисполкома 26.03.1973 № 183                                                                                          |
| Братское, д.                    | Заводский                    | Окуловский    | Снята с учёта решением облисполкома 05.05.1978 № 187                                                                                          |
| Бревново, д.                    | Минецкий                     | Хвойнинский   | Снята с учёта решением облисполкома 23.02.1987 № 70                                                                                           |
| Бритино, д.                     | Пустовишерский               | Маловишерский | Снята с регистрации решением облисполкома 23.12.1974 № 713                                                                                    |
| Брызгово, д.                    | Курковский                   | Хвойнинский   | Снята с учёта решением облисполкома 29.03.1976 № 193                                                                                          |
| Брызговские бараки, д.          | Опеченский                   | Боровичский   | Снята с учёта решением облисполкома 22.02.1971 № 82                                                                                           |
| Брянско, д.                     | Уторгошский                  | Солецкий      | Снята с учёта решением облисполкома 23.12.1968 № 742                                                                                          |
| Бугры, д.                       | Шереховичский                | Любытинский   | Снята с учёта решением облисполкома 20.10.1986 № 388                                                                                          |
| Бурцево, д.                     | Дрегельский                  | Любытинский   | Снята с учёта решением облисполкома 20.10.1986 № 388                                                                                          |
| Бушево, д.                      | Люблинский                   | Поддорский    | Снята с учёта решением облисполкома 12.09.1984 № 392                                                                                          |
| Бушовка, д.                     | Люблинский                   | Поддорский    | Снята с учёта решением облисполкома 29.03.1976 № 193                                                                                          |
| Буяково, д.                     | Ивантеевский                 | Валдайский    | Снята с учёта решением облисполкома 20.02.1981 № 72                                                                                           |
| Быково, д.                      | Выбитский                    | Солецкий      | Снята с учёта решением облисполкома 23.12.1968 № 742                                                                                          |
| Вайно, д.                       | Горный                       | Марёвский     | Снята с регистрации решением облисполкома 11.02.1982 № 82                                                                                     |
| Валуево, д.                     | Морховский                   | Холмский      | Снята с регистрации решением облисполкома 28.01.1966 № 65                                                                                     |
| Ваньково, д.                    | Боровской                    | Старорусский  | Снята с регистрации решением облисполкома 22.02.1971 № 82                                                                                     |
| Ванявкино, д.                   | Новодеревенский              | Марёвский     | Снята с учёта решением облисполкома 12.09.1984 № 392                                                                                          |
| Варавинка, д.                   | Красноборский                | Холмский      | Снята с учёта решениями облисполкома 23.12.1968 № 742, 12.12.1985 № 491                                                                       |
| Василево, д.                    | Боровёнковский               | Окуловский    | Снята с учёта решением облисполкома 29.03.1976 № 193                                                                                          |
| Василево, д.                    | Минецкий                     | Хвойнинский   | Объединена с д. Минцы решением облисполкома 20.02.1981 № 72                                                                                   |
| Василево, д.                    | Находский                    | Холмский      | Снята с учёта решением облисполкома 23.02.1987 № 70                                                                                           |
| Василево, д.                    | Почугинский                  | Пестовский    | Снята с регистрации решением облисполкома 11.02.1982 № 82                                                                                     |
| Васильево, д.                   | Перелучский                  | Боровичский   | Исключена из учётных данных решением облисполкома 16.03.1988 № 79                                                                             |
| Вашково, д.                     | Белебёлковский               | Поддорский    | Снята с учёта решением облисполкома 12.12.1985 № 491                                                                                          |
| Вашугово, д.                    | Каёвский                     | Окуловский    | Снята с регистрации решением облисполкома 08.09.1975 № 549                                                                                    |
| Вашугово, д.                    | Перетенковский               | Окуловский    | Снята с учёта решением облисполкома 23.12.1968 № 742                                                                                          |
| Велебицы, санаторий             | Невский                      | Солецкий      | Объединён с д. Велебицы решением облисполкома 26.01.1976 № 46                                                                                 |
| Великий Куст, д.                | Лекаловский                  | Окуловский    | Снята с регистрации решением облисполкома 08.09.1975 № 549                                                                                    |
| Великодворье, д.                | Заозерский                   | Поддорский    | Снята с учёта решением облисполкома 12.12.1985 № 491                                                                                          |
| Великое Село, д.                | Зехинский                    | Старорусский  | Снята с регистрации решением облисполкома 17.10.1977 № 469                                                                                    |
| Вельгия, пос.                   | Вельгийский поселковый Совет | Боровичский   | Включён в черту г. Боровичи. Решение облисполкома 16.09.1966 № 501                                                                            |
| Вербинец, д.                    | Горушенский                  | Маловишерский | Снята с регистрации решением облисполкома 23.12.1974 № 713                                                                                    |
| Вергиши, д.                     | Дрегельский                  | Любытинский   | Снята с учёта решением облисполкома 20.10.1986 № 388                                                                                          |
| Веребушка, д.                   | Лекаловский                  | Окуловский    | Снята с регистрации решением облисполкома 04.10.1979 № 379/1                                                                                  |
| Вересянка, д.                   | Ямновский                    | Поддорский    | Снята с учёта решением облисполкома 23.12.1968 № 742                                                                                          |
| Верхнее Станино, д.             | Неболчский                   | Любытинский   | Снята с учёта решением облисполкома 12.12.1985 № 491                                                                                          |
| Верхний Перемыт, д.             | Карпиногорский               | Маловишерский | Слилась с д. Нижний Перемыт в одну д. Перемыт. Решение облисполкома 12.09.1984 № 392                                                          |
| Верхняя Сосновка, д.            | Залучский                    | Старорусский  | Снята с учёта решением облисполкома 11.02.1982 № 82                                                                                           |
| Верховье, д.                    | Топорковский                 | Окуловский    | Снята с учёта решением облисполкома 11.03.1974 № 170                                                                                          |
| Вершина, д.                     | Кневицкий                    | Демянский     | Снята с учёта решением облисполкома 20.10.1986 № 388                                                                                          |
| Верявино, д.                    | Утушкинский                  | Старорусский  | Снята с регистрации решением облисполкома 16.05.1977 № 270                                                                                    |
| Весёлая Горка, д.               | Маловишерский горсовет       | Маловишерский | Включена в черту г. Малая Вишера. Решение облисполкома 16.02.1987 № 49                                                                        |
| Весики, д.                      | Ямникский                    | Демянский     | Снята с учёта решением облисполкома 20.10.1986 № 388                                                                                          |
| Ветхое, д.                      | Марёвский                    | Марёвский     | Снята с регистрации решением облисполкома 11.02.1982 № 82                                                                                     |
| Вешелово, д.                    | Морховский                   | Холмский      | Снята с учёта решением облисполкома 11.02.1982 № 82                                                                                           |
| Взглядово, д.                   | Аполецкий                    | Холмский      | Снята с регистрации решением облисполкома 29.03.1979 № 199                                                                                    |
| Взгляды, д.                     | Троховский                   | Старорусский  | Снята с учёта решением облисполкома 11.02.1982 № 82                                                                                           |
| Видимирь, д.                    | Боровский                    | Хвойнинский   | Снята с учёта решением облисполкома 28.01.1966 № 65                                                                                           |
| Вилины, д.                      | Зайцевский                   | Крестецкий    | Снята с учёта решением облисполкома 12.09.1984 № 392                                                                                          |
| Витка, д.                       | Пустовишерский               | Маловишерский | Снята с учёта решением облисполкома 23.12.1968 № 742                                                                                          |
| Витка, д.                       | Слободский                   | Чудовский     | Снята с регистрации решением облисполкома 28.01.1966 № 65                                                                                     |
| Водокачка, д.                   | Передольский                 | Батецкий      | Снята с учёта решением облисполкома 26.12.1977 № 581                                                                                          |
| Водосье, д.                     | Ретновский                   | Солецкий      | Исключена из учётных данных решением облисполкома 16.03.1988 № 79                                                                             |
| Водское, д.                     | Трубичинский                 | Новгородский  | Объединена с д. Чечулино. Решение облисполкома 25.11.1974 № 646                                                                               |
| Волбовичи, д.                   | Любенской                    | Марёвский     | Снята с учёта решением облисполкома 11.02.1982 № 82                                                                                           |
| Волочанка, д.                   | Лапустинский                 | Окуловский    | Снята с учёта решением облисполкома 23.12.1968 № 742                                                                                          |
| Волхово, д.                     | Иногощенский                 | Окуловский    | Снята с регистрации решением облисполкома 08.09.1975 № 549                                                                                    |
| Вороново, д.                    | Городенский                  | Батецкий      | Снята с учёта решением облисполкома 22.12.1975 № 747                                                                                          |
| Вороново, д.                    | Наволокский                  | Валдайский    | Снята с регистрации решением облисполкома 22.02.1971 № 82                                                                                     |
| Вороново, д.                    | Переездовский                | Поддорский    | Снята с учёта решением облисполкома 20.10.1986 № 388                                                                                          |
| Воронья Гора, д.                | Дубский                      | Маловишерский | Снята с регистрации решением облисполкома 23.12.1974 № 713                                                                                    |
| Воскресенское, д.               | Зехинский                    | Старорусский  | Снята с учёта решением облисполкома 11.02.1982 № 82                                                                                           |
| Вошково, д.                     | Звонецкий                    | Любытинский   | Снята с учёта решением облисполкома 20.10.1986 № 388                                                                                          |
| Выбут, д.                       | Каёвский                     | Окуловский    | Снята с учёта решением облисполкома 23.12.1968 № 742                                                                                          |
| Выселок, д.                     | Маловишерский горсовет       | Маловишерский | Снята с учёта решением облисполкома 23.02.1987 № 70                                                                                           |
| Высокогорье, д.                 | Боровенский                  | Окуловский    | Снята с регистрации решением облисполкома 01.11.1979 № 414                                                                                    |
| Высочек, д.                     | Выбитский                    | Солецкий      | Снята с учёта решением облисполкома 22.02.1971 № 82                                                                                           |
| Выставка, д.                    | Новодеревенский              | Марёвский     | Снята с регистрации решением облисполкома 11.02.1982 № 82                                                                                     |
| Выставка, д.                    | Утушкинский                  | Старорусский  | Снята с регистрации решением облисполкома 15.01.1973 № 20                                                                                     |
| Выстово, д.                     | Матасовский                  | Старорусский  | Снята с регистрации решением облисполкома 23.12.1968 № 742                                                                                    |
| Вышитино, д.                    | Дрегельский                  | Любытинский   | Снята с учёта решением облисполкома 20.10.1986 № 388                                                                                          |
| Вязинка, д.                     | Добростский                  | Крестецкий    | Снята с регистрации решением облисполкома 26.01.1976 № 46                                                                                     |
| Вязинка, д.                     | Добростский                  | Крестецкий    | Снята с регистрации решением облисполкома 26.01.1976 № 46                                                                                     |
| Вязовка, д.                     | Костьковский                 | Демянский     | Снята с регистрации решениями облисполкома 22.02.1971 № 82, 26.01.1976 № 46                                                                   |
| Вязки, д.                       | Селеевское                   | Поддорский    | Снята с учёта Постановлением Новгородской областной Думы от 22.05.2025 № 1084-7 ОД                                                            |
| Вяльцево, д.                    | Дубенский                    | Мошенской     | Снята с учёта решением облисполкома 23.02.1987 № 70                                                                                           |
| Гадово, д.                      | Боровской                    | Старорусский  | Снята с учёта решением облисполкома 22.02.1971 № 82                                                                                           |
| Гари, д.                        | Боровской                    | Старорусский  | Снята с учёта решением облисполкома 22.02.1971 № 82                                                                                           |
| Гачи, д.                        | Новосельский                 | Батецкий      | Снята с учёта решением облисполкома 22.02.1971 № 82                                                                                           |
| Гвоздец, д.                     | Серговский                   | Новгородский  | Снята с учёта решением облисполкома 20.10.1986 № 388                                                                                          |
| Георгиевское, д.                | Каменский                    | Холмский      | Снята с регистрации решением облисполкома 26.12.1977 № 581                                                                                    |
| Герасимово, д.                  | Зелемский                    | Поддорский    | Снята с учёта решением облисполкома 22.02.1971 № 82                                                                                           |
| Глебово, д.                     | Зимогорский                  | Валдайский    | Снята с учёта решением облисполкома 12.12.1985 № 491                                                                                          |
| Глининец, д.                    | Починно- Сопкинский          | Боровичский   | Исключена из учётных данных решением облисполкома 16.03.1988 № 79                                                                             |
| Глуботцы, д.                    | Миронежский                  | Валдайский    | Снята с регистрации решением облисполкома 28.01.1966 № 65                                                                                     |
| Глубочица, д.                   | Новорусский                  | Марёвский     | Снята с регистрации решением облисполкома 24.11.1976 № 631                                                                                    |
| Глухово, д.                     | Воскресенский                | Пестовский    | Снята с учёта решением облисполкома 12.09.1984 № 392                                                                                          |
| Глухово, д.                     | Красностанский               | Новгородский  | Снята с учёта решением облисполкома 23.12.1968 № 742                                                                                          |
| Голенищево, д.                  | Богословский                 | Пестовский    | Снята с регистрации решением облисполкома 11.02.1982 № 82                                                                                     |
| Головская, д.                   | Мойкинский                   | Батецкий      | Снята с учёта решением облисполкома 20.10.1986 № 388                                                                                          |
| Голубково, д.                   | Ожогинский                   | Новгородский  | Снята с регистрации решением облисполкома 28.01.1966 № 65                                                                                     |
| Гора, д.                        | Тухомичский                  | Холмский      | Снята с учёта решением облисполкома 22.12.1975 № 747                                                                                          |
| Горбовщина, д.                  | Дерглецкий                   | Волотовский   | Снята с учёта решением облисполкома 23.02.1987 № 70                                                                                           |
| Горелое, д.                     | Лаптевский                   | Пестовский    | Снята с регистрации решением облисполкома 17.10.1977 № 469                                                                                    |
| Горицы, д.                      | Ильиногорский                | Демянский     | Снята с регистрации решением облисполкома 23.12.1968 № 742                                                                                    |
| Горищи, д.                      | Сухловский                   | Крестецкий    | Слилась с д. Волма. Решение облисполкома 22.12.1975 № 747                                                                                     |
| Горка, д.                       | Борковский                   | Крестецкий    | Снята с учёта решением облисполкома 12.09.1984 № 392                                                                                          |
| Горка, д.                       | Каёвский                     | Окуловский    | Снята с регистрации решением облисполкома 18.09.1981 № 369                                                                                    |
| Горки, д.                       | Наволокский                  | Холмский      | Снята с регистрации решением облисполкома 17.10.1977 № 469                                                                                    |
| Горлово, д.                     | Кончанско- Суворовский       | Боровичский   | Снята с регистрации решением облисполкома 26.01.1976 № 46                                                                                     |
| Городок, д.                     | Марёвский                    | Марёвский     | Снята с регистрации решением облисполкома 26.12.1977 № 581                                                                                    |
| Горончарово, д.                 | Вшельский                    | Солецкий      | Снята с регистрации решением облисполкома 28.01.1966 № 65                                                                                     |
| Гороховка, д.                   | Беззубцевский                | Пестовский    | Снята с учёта решением облисполкома 23.02.1987 № 70                                                                                           |
| Горохово, д.                    | Кировский                    | Мошенской     | Включена в черту с. Мошенское. Решение облисполкома 25.08.1983 № 300                                                                          |
| Горочка, д.                     | Звонецкий                    | Любытинский   | Снята с учёта решением облисполкома 20.10.1986 № 388                                                                                          |
| Горушка, д.                     | Городнянский                 | Поддорский    | Снята с учёта решением облисполкома 23.12.1968 № 742                                                                                          |
| Горушка, д.                     | Селищенский                  | Маловишерский | Снята с регистрации решением облисполкома 26.12.1977 № 581                                                                                    |
| Горушка, д.                     | Утушкинский                  | Старорусский  | Снята с регистрации решением облисполкома 23.12.1968 № 742                                                                                    |
| Горушка Алимпиева, д.           | Поддорский                   | Поддорский    | Снята с регистрации решением облисполкома 28.01.1966 № 65                                                                                     |
| Горшково, д.                    | Взглядский                   | Волотовский   | Исключена из учётных данных решением облисполкома 16.03.1988 № 79                                                                             |
| Горы, д.                        | Городковский                 | Мошенской     | Снята с регистрации решением облисполкома 17.10.1977 № 469                                                                                    |
| Горы, д.                        | Кабожский                    | Мошенской     | Снята с учёта решением облисполкома 23.02.1987 № 70                                                                                           |
| Гребло, д.                      | Кабожский                    | Мошенской     | Снята с регистрации решением облисполкома 17.10.1977 № 469                                                                                    |
| Гребло, д.                      | Опеченский                   | Боровичский   | Исключена из учётных данных решением облисполкома 16.03.1988 № 79                                                                             |
| Греблово, д.                    | Взглядский                   | Волотовский   | Снята с учёта решением облисполкома 23.02.1987 № 70                                                                                           |
| Грехново, д.                    | Нивский                      | Поддорский    | Снята с учёта решением облисполкома 12.12.1985 № 491                                                                                          |
| Гречишье, д.                    | Тухомичский                  | Холмский      | Снята с регистрации решением облисполкома 29.03.1979 № 199                                                                                    |
| Грива, д.                       | Городищенский                | Мошенской     | Снята с учёта решением облисполкома 20.10.1986 № 388                                                                                          |
| Грива, д.                       | Красноборский                | Холмский      | Снята с учёта решением облисполкома 22.12.1975 № 747                                                                                          |
| Григорово, д.                   | Агафоновский                 | Любытинский   | Снята с учёта решением облисполкома 20.10.1986 № 388                                                                                          |
| Григорово, д.                   | Ореховский                   | Мошенской     | Снята с учёта решением облисполкома 20.10.1986 № 388                                                                                          |
| Гридино, д.                     | Морховский                   | Холмский      | Снята с регистрации решением облисполкома 17.10.1977 № 469                                                                                    |
| Грихново, д.                    | Новодеревенский              | Марёвский     | Снята с регистрации решением облисполкома 11.02.1982 № 82                                                                                     |
| Громково, д.                    | Шубинский                    | Старорусский  | Снята с учёта решением облисполкома 23.02.1987 № 70                                                                                           |
| Грузино, пос.                   | Чудовский горсовет           | Чудовский     | Исключен из учётных данных решением облисполкома 28.11.1949 № 21                                                                              |
| Груховка, д.                    | Красноборский                | Холмский      | Снята с регистрации решением облисполкома 15.01.1973 № 20                                                                                     |
| Грызино, д.                     | Борковский                   | Новгородский  | Снята с учёта решением облисполкома 23.12.1968 № 742                                                                                          |
| Гряды, д.                       | Званский                     | Окуловский    | Снята с учёта решением облисполкома 28.03.1977 № 157                                                                                          |
| Грязивы, д.                     | Велильский                   | Марёвский     | Снята с регистрации решением облисполкома 23.12.1968 № 742                                                                                    |
| Гудалово, д.                    | Успенский                    | Чудовский     | Включена в состав г. Чудово. Решение облисполкома 30.03.1987 № 123                                                                            |
| Гуляево, д.                     | Утушкинский                  | Старорусский  | Снята с регистрации решением облисполкома 15.01.1973 № 20                                                                                     |
| Гусинец, д.                     | Мокроостровский              | Крестецкий    | Снята с регистрации решением облисполкома 28.01.1966 № 65                                                                                     |
| Гусины, д.                      | Хировский                    | Любытинский   | Снята с учёта решением облисполкома 12.12.1985 № 491                                                                                          |
| Гущиха, д.                      | Ратицкий                     | Волотовский   | Снята с учёта решением облисполкома 29.03.1976 № 193                                                                                          |
| Давыдовичи, д.                  | Борковский                   | Крестецкий    | Снята с учёта решением облисполкома 12.09.1984 № 392                                                                                          |
| Давыдово, д.                    | Кушаверский                  | Хвойнинский   | Снята с учёта решением облисполкома 11.02.1982 № 82                                                                                           |
| Даниловщина, д.                 | Каменский                    | Холмский      | Слилась с д. Демидово. Решение облисполкома 15.01.1973 № 20                                                                                   |
| Даньшино, д.                    | Дретенский                   | Старорусский  | Снята с регистрации решением облисполкома 16.05.1977 № 270                                                                                    |
| Дарище, д.                      | Наволокский                  | Холмский      | Снята с учёта решением облисполкома 23.12.1968 № 742                                                                                          |
| Дахново, д.                     | Щетиновский                  | Мошенской     | Снята с регистрации решением облисполкома 26.01.1976 № 46                                                                                     |
| 12 разъезд                      | Ямской                       | Хвойнинский   | Снят с учёта решением облисполкома 29.03.1976 № 193                                                                                           |
| Дедно, д.                       | Жирковский                   | Демянский     | Снята с регистрации решением облисполкома 26.01.1976 № 46                                                                                     |
| Деревково, д.                   | Курковский                   | Хвойнинский   | Снята с учёта решением облисполкома 29.03.1976 № 193                                                                                          |
| Деревяницы, д.                  | Волотовский                  | Новгородский  | Включена в состав г. Новгород решением облисполкома 12.07.1965 № 372                                                                          |
| Деревяницы, пос.                | Волотовский                  | Новгородский  | Включен в состав г. Новгород решением облисполкома 12.07.1965 № 372                                                                           |
| Дертично, д.                    | Лосский                      | Холмский      | Снята с регистрации решением облисполкома 20.10.1965 № 276                                                                                    |
| Диговощи, д.                    | Новорахинский                | Крестецкий    | Снята с регистрации решением облисполкома 26.12.1977 № 581                                                                                    |
| Добролюбово, д.                 | Горноверетьевский            | Шимский       | Снята с учёта решением облисполкома 12.09.1984 № 392                                                                                          |
| Долга, д.                       | Старский                     | Волотовский   | Снята с регистрации решением облисполкома 17.10.1977 № 469                                                                                    |
| Долганово, д.                   | Шереховичский                | Любытинский   | Снята с учёта решением облисполкома 20.10.1986 № 388                                                                                          |
| Долгое, д.                      | Наволокский                  | Холмский      | Снята с учёта решением облисполкома 23.12.1968 № 742                                                                                          |
| Донец, д.                       | Ильменский                   | Новгородский  | Снята с учёта решением облисполкома 20.10.1986 № 388                                                                                          |
| Донец, хут.                     | Окуловский горсовет          | Окуловский    | Снят с регистрации решением облисполкома 01.11.1979 № 414                                                                                     |
| Дорогани, д.                    | Курский                      | Поддорский    | Снята с учёта решением облисполкома 29.03.1976 № 193                                                                                          |
| Дорогони, д.                    | Мойкинский                   | Батецкий      | Снята с учёта решением облисполкома 22.02.1971 № 82                                                                                           |
| Дорохово, д.                    | Мстинский                    | Маловишерский | Снята с учёта решением облисполкома 20.10.1986 № 388                                                                                          |
| Дощаново, д.                    | Ельненский                   | Холмский      | Снята с учёта решением облисполкома 20.10.1986 № 388                                                                                          |
| Дрегло, д.                      | Дубровский                   | Парфинский    | Снята с учёта решением облисполкома 22.02.1971 № 82                                                                                           |
| Дровни, д.                      | Лажинский                    | Старорусский  | Снята с регистрации решением облисполкома 28.01.1966 № 65                                                                                     |
| Дубище, д.                      | Горский                      | Солецкий      | Снята с регистрации решением облисполкома 25.11.1974 № 646                                                                                    |
| Дубки, д.                       | Долговский                   | Мошенской     | Снята с регистрации решением облисполкома 26.01.1976 № 46                                                                                     |
| Дубня, д.                       | Борковский                   | Новгородский  | Снята с регистрации решением облисполкома 25.11.1974 № 646                                                                                    |
| Дубовая Горка, д.               | Засыпенский                  | Боровичский   | Снята с регистрации решением облисполкома 26.01.1976 № 46                                                                                     |
| Дубовик, д.                     | Охонский                     | Пестовский    | Снята с регистрации решением облисполкома 11.02.1982 № 82                                                                                     |
| Дуброви, д.                     | Сушанский                    | Боровичский   | Снята с регистрации решением облисполкома 26.12.1977 № 581                                                                                    |
| Дубровка, д.                    | Лекаловский                  | Окуловский    | Снята с регистрации решением облисполкома 08.09.1975 № 549                                                                                    |
| Дубровка, д.                    | Ляковской                    | Крестецкий    | Снята с учёта решением облисполкома 12.09.1984 № 392                                                                                          |
| Дубровка, д.                    | Мокроостровский              | Крестецкий    | Снята с учёта решением облисполкома 12.09.1984 № 392                                                                                          |
| Дубровка, д.                    | Утушкинский                  | Старорусский  | Снята с учёта решением облисполкома 23.02.1987 № 70                                                                                           |
| Дубцы, д.                       | Батецкий                     | Батецкий      | Объединена с пос. Батецкий. Решение облисполкома 05.05.1978 г. № 187                                                                          |
| Дударево, д.                    | Оксочский                    | Маловишерский | Снята с регистрации решением облисполкома 16.05.1977 № 270                                                                                    |
| Дудино, д.                      | Красногорский                | Мошенской     | Снята с регистрации решением облисполкома 26.01.1976 № 46                                                                                     |
| Дудинское, д.                   | Остахновский                 | Хвойнинский   | Снята с учёта решением облисполкома 23.02.1987 № 70                                                                                           |
| Дудкино, д.                     | Кировский                    | Боровичский   | Исключена из учётных данных решением облисполкома 16.03.1988 № 79                                                                             |
| Духово, д.                      | Любынский                    | Солецкий      | Снята с регистрации решением облисполкома 28.01.1966 № 65                                                                                     |
| Дымница, д.                     | Дрегельский                  | Любытинский   | Снята с регистрации решением облисполкома 28.01.1966 № 65                                                                                     |
| Дягилево, д.                    | Любенской                    | Марёвский     | Снята с учёта решением облисполкома 11.02.1982 № 82                                                                                           |
| Еванково, д.                    | Ляковской                    | Крестецкий    | Снята с учёта решением облисполкома 12.09.1984 № 392                                                                                          |
| Еванова Берёзка, д.             | Зехинский                    | Старорусский  | Исключена из учётных данных решением облисполкома 16.03.1988 № 79                                                                             |
| Еглово, д.                      | Известковый                  | Окуловский    | Снята с учёта решением облисполкома 11.03.1974 № 170                                                                                          |
| Екатеринино, д.                 | Находский                    | Холмский      | Снята с учёта решением облисполкома 20.10.1986 № 388                                                                                          |
| Екатерининское, д.              | Воскресенский                | Пестовский    | Снята с учёта решением облисполкома 12.09.1984 № 392                                                                                          |
| Елисеево, д.                    | Агафоновский                 | Любытинский   | Снята с учёта решением облисполкома 20.10.1986 № 388                                                                                          |
| Елисеево, хут.                  | Сырковский                   | Новгородский  | Снят с учёта решением облисполкома 20.10.1986 № 388                                                                                           |
| Елисеиха, д.                    | Ельненский                   | Холмский      | Снята с учёта решением облисполкома 11.02.1982 № 82                                                                                           |
| Еловиково, д.                   | Щетиновский                  | Мошенской     | Снята с регистрации решением облисполкома 17.10.1977 № 469                                                                                    |
| Ельцово, д.                     | Жерновский                   | Мошенской     | Снята с регистрации решением облисполкома 26.01.1976 № 46                                                                                     |
| Емельяхново, д.                 | Устрекский                   | Мошенской     | Снята с учёта решением облисполкома 23.02.1987 № 70                                                                                           |
| Еревшо, д.                      | Ратицкий                     | Волотовский   | Снята с учёта решением облисполкома 29.03.1976 № 193                                                                                          |
| Ерушково, д.                    | Сухонивский                  | Валдайский    | Снята с учёта решением облисполкома 12.12.1985 № 491                                                                                          |
| Ескино, д.                      | Звонецкий                    | Любытинский   | Снята с учёта решением облисполкома 20.10.1986 № 388                                                                                          |
| Ескино, д.                      | Мамоновщинский               | Марёвский     | Снята с регистрации решением облисполкома 26.12.1977 № 581                                                                                    |
| Ефремово, д.                    | Опеченский                   | Боровичский   | Снята с регистрации решением облисполкома 26.01.1976 № 46                                                                                     |
| Елкино, д.                      | Велильский                   | Марёвский     | Снята с учёта решением облисполкома 23.02.1987 № 70                                                                                           |
| Елково, д.                      | Борковский                   | Крестецкий    | Снята с учёта решением облисполкома 22.02.1971 № 82                                                                                           |
| Жабино, д.                      | Батецкий                     | Батецкий      | Снята с учёта решением облисполкома 20.10.1986 № 388                                                                                          |
| Жальник, д.                     | Хировский                    | Любытинский   | Снята с учёта решением облисполкома 23.12.1968 № 742                                                                                          |
| Жар, д.                         | Каменский                    | Любытинский   | Снята с регистрации решением облисполкома 29.03.1976 № 193                                                                                    |
| Жарки, д.                       | Зелемский                    | Поддорский    | Снята с учёта решением облисполкома 29.03.1976 № 193                                                                                          |
| Жарово, д.                      | Дворищенский                 | Маловишерский | Снята с учёта решением облисполкома 23.02.1987 № 70                                                                                           |
| Жарово, д.                      | Гридинский                   | Мошенской     | Снята с регистрации решением облисполкома 26.01.1976 № 46                                                                                     |
| Жары, д.                        | Опеченский                   | Боровичский   | Снята с регистрации решением облисполкома 26.01.1976 № 46                                                                                     |
| Жглово, д.                      | Ляховичский                  | Старорусский  | Снята с учёта решением облисполкома 11.02.1982 № 82                                                                                           |
| Ж. д. казарма 284 км            | Богословский                 | Пестовский    | Снята с учёта решением облисполкома 29.03.1976 № 193                                                                                          |
| Желнино, д.                     | Кабожский                    | Мошенской     | Снята с учёта решением облисполкома 23.02.1987 № 70                                                                                           |
| Жерновки, д.                    | Меглецкий                    | Мошенской     | Снята с учёта решением облисполкома 23.12.1968 № 742                                                                                          |
| Живуще, д.                      | Дворецкий                    | Валдайский    | Снята с регистрации решением облисполкома 03.12.1973 № 682                                                                                    |
| Жилая Видогощь, д.              | Видогощский                  | Новгородский  | Снята с учёта решением облисполкома 23.12.1968 № 742                                                                                          |
| Жилково, д.                     | Заозерский                   | Поддорский    | Снята с учёта решением облисполкома 23.12.1968 № 742                                                                                          |
| Жилой Бережок, д.               | Передольский                 | Батецкий      | Снята с учёта решением облисполкома 22.02.1971 № 82                                                                                           |
| Жмурово, д.                     | Видогощский                  | Новгородский  | Снята с регистрации решением облисполкома 28.01.1966 № 65                                                                                     |
| Жужелки, д.                     | Починно- Сопкинский          | Боровичский   | Исключена из учётных данных решением облисполкома 16.03.1988 № 79                                                                             |
| Жукова Роща, д.                 | Горицкий                     | Волотовский   | Исключена из учётных данных решением облисполкома 16.03.1988 № 79                                                                             |
| Журавиха, д.                    | Дерглецкий                   | Волотовский   | Снята с учёта решением облисполкома 23.02.1987 № 70                                                                                           |
| Журавка, д.                     | Переездовский                | Поддорский    | Снята с учёта решением облисполкома 22.02.1971 № 82                                                                                           |
| Забелье, д.                     | Бродский                     | Мошенской     | Снята с учёта решением облисполкома 23.02.1987 № 70                                                                                           |
| Заболотье, д.                   | Дрегельский                  | Любытинский   | Снята с учёта решением облисполкома 20.10.1986 № 388                                                                                          |
| Заболотье, д.                   | Ярцевский                    | Любытинский   | Снята с учёта решением облисполкома 12.12.1985 № 491                                                                                          |
| Заборовье, д.                   | Марёвский                    | Марёвский     | Включена в черту с. МарёвоРешение облисполкома 25.08.1983 № 300                                                                               |
| Заборье, д.                     | Долговский                   | Мошенской     | Снята с регистрации решением облисполкома 17.10.1977 № 469                                                                                    |
| Заборье, д.                     | Люблинский                   | Поддорский    | Снята с учёта решением облисполкома 12.09.1984 № 392                                                                                          |
| Забродье, д.                    | Дворищенский                 | Маловишерский | Снята с регистрации решением облисполкома 26.12.1977 № 581                                                                                    |
| Заваруиха, д.                   | Нивский                      | Поддорский    | Снята с учёта решением облисполкома 20.10.1986 № 388                                                                                          |
| Заверяжье, д.                   | Борковский                   | Новгородский  | Объединена с д. Борки. Постановление Администрации области 24.06.1994 № 165                                                                   |
| Заголовье, д.                   | Каменский                    | Любытинский   | Снята с учёта решением облисполкома 23.12.1968 № 742                                                                                          |
| Загоска, д.                     | Лазарицкий                   | Старорусский  | Снята с регистрации решением облисполкома 23.12.1968 № 742                                                                                    |
| Заготскот, пос.                 | Пестовский                   | Пестовский    | Включён в черту г. Пестово. Решение облисполкома 05.05.1978 № 187                                                                             |
| Заготскот, пос.                 | Полавский                    | Парфинский    | Присоединён к с. Пола. Решение облисполкома 28.02.1972 № 113                                                                                  |
| Заднее Лановщино, д.            | Пустовишерский               | Маловишерский | Снята с регистрации решением облисполкома 23.12.1974 № 713                                                                                    |
| Заднее Поле, д.                 | Борисовский                  | Старорусский  | Объединена с д. Устрека. Решение облисполкома 15.01.1973 № 20                                                                                 |
| Задорожье, д.                   | Шимский                      | Шимский       | Присоединена к с. Шимск. Решение облисполкома 05.05.1978 № 187                                                                                |
| Задорье, д.                     | Агафоновский                 | Любытинский   | Снята с учёта решением облисполкома 20.10.1986 № 388                                                                                          |
| Задорье, д.                     | Селищенский                  | Маловишерский | Снята с учёта решением облисполкома 23.12.1968 № 742                                                                                          |
| Заильменье, д.                  | Горский                      | Солецкий      | Объединена с д. Илемно решением облисполкома 26.01.1976 № 46                                                                                  |
| Заклинье, д.                    | Городенский                  | Батецкий      | Снята с учёта решением облисполкома 22.02.1971 № 82                                                                                           |
| Заклинье, д.                    | Турскогорский                | Солецкий      | Снята с учёта решением облисполкома 23.12.1968 № 742                                                                                          |
| Залесье, д.                     | Борковский                   | Крестецкий    | Снята с регистрации решением облисполкома 26.01.1976 № 46                                                                                     |
| Залесье, д.                     | Ратицкий                     | Волотовский   | Снята с учёта решением облисполкома 23.02.1987 № 70                                                                                           |
| Залесье, д.                     | Тарасовский                  | Демянский     | Снята с учёта решением облисполкома 20.10.1986 № 388                                                                                          |
| Залужье, д.                     | Амосовский                   | Крестецкий    | Снята с регистрации решением облисполкома 26.12.1977 № 581                                                                                    |
| Замотаево, д.                   | Вычеремский                  | Любытинский   | Снята с регистрации решением облисполкома 26.12.1977 № 581                                                                                    |
| Замошенка, д.                   | Полновский                   | Демянский     | Снята с регистрации решением облисполкома 26.01.1976 № 46                                                                                     |
| Замошье, д.                     | Мстинский                    | Новгородский  | Объединена с д. Белая Гора решением облисполкома 25.11.1974 № 646                                                                             |
| Заозерье, д.                    | Одоевский                    | Марёвский     | Снята с учёта решением облисполкома 22.12.1975 № 747                                                                                          |
| Заостровье, д.                  | Полавский                    | Парфинский    | Снята с учёта решением облисполкома 29.03.1976 № 193                                                                                          |
| Заполье, д.                     | Горский                      | Солецкий      | Объединена с д. Горки решением облисполкома 26.01.1976 № 46                                                                                   |
| Заполье, д.                     | Гостецкий                    | Новгородский  | Объединена с д. Замленье. Решение облисполкома 25.11.1974 № 646                                                                               |
| Заполье, д.                     | Дубровский                   | Парфинский    | Снята с регистрации решением облисполкома 29.05.1979 № 199                                                                                    |
| Заполье, д.                     | Ермолинский                  | Новгородский  | Снята с учёта решением облисполкома 23.12.1968 № 742                                                                                          |
| Заполье, д.                     | Остахновский                 | Хвойнинский   | Снята с учёта решением облисполкома 23.02.1987 № 70                                                                                           |
| Заполье, д.                     | Подберезский                 | Новгородский  | Снята с регистрации решением облисполкома 25.11.1974 № 646                                                                                    |
| Запростье, д.                   | Ракомский                    | Новгородский  | Снята с регистрации решением облисполкома 22.12.1975 № 747                                                                                    |
| Запрудно, д.                    | Кневицкий                    | Демянский     | Снята с учёта решением облисполкома 20.10.1986 № 388                                                                                          |
| Запутье, д.                     | Лапустинский                 | Окуловский    | Снята с регистрации решением облисполкома 08.09.1975 № 549                                                                                    |
| Заречье, д.                     | Елкинский                    | Пестовский    | Снята с учёта решением облисполкома 12.09.1984 № 392                                                                                          |
| Заречье, д.                     | Ельненский                   | Холмский      | Снята с регистрации решением облисполкома 17.10.1977 № 469                                                                                    |
| Заречье, д.                     | Известковый                  | Окуловский    | Снята с учёта решением облисполкома 11.03.1974 № 170                                                                                          |
| Заречье, д.                     | Кировский                    | Боровичский   | Исключена из учётных данных решением облисполкома 16.03.1988 № 79                                                                             |
| Заречье, д.                     | Солецкий                     | Солецкий      | Включена в состав г. Сольцы. Решение облисполкома 17.01.1975 № 27                                                                             |
| Заречье, д.                     | Шимский                      | Шимский       | Присоединена к с. Шимск. Решение облисполкома 05.05.1978 № 187                                                                                |
| Заручевье, д.                   | Ивантеевский                 | Валдайский    | Снята с регистрации решением облисполкома 28.01.1966 № 65                                                                                     |
| Заручевье, д.                   | Каменский                    | Любытинский   | Снята с учёта решением облисполкома 23.12.1968 № 742                                                                                          |
| Заручевье, д.                   | Новодеревенский              | Марёвский     | Снята с учёта решением облисполкома 23.02.1987 № 70                                                                                           |
| Захарово, д.                    | Нивский                      | Поддорский    | Снята с учёта решением облисполкома 12.12.1985 № 491                                                                                          |
| Заход, д.                       | Зайцевский                   | Крестецкий    | Снята с учёта решением облисполкома 12.09.1984 № 392                                                                                          |
| Заход, д.                       | Люблинский                   | Поддорский    | Снята с учёта решением облисполкома 12.09.1984 № 392                                                                                          |
| Захожа, д.                      | Звонецкий                    | Любытинский   | Снята с учёта решением облисполкома 29.03.1976 № 193                                                                                          |
| Захонье, д.                     | Дерглецкий                   | Волотовский   | Снята с учёта решением облисполкома 29.03.1976 № 193                                                                                          |
| Звад, д.                        | Кировский                    | Мошенской     | Снята с учёта решением облисполкома 20.10.1986 № 388                                                                                          |
| Званница, д.                    | Озеренский                   | Маловишерский | Снята с учёта решением облисполкома 26.03.1973 № 183                                                                                          |
| Звезда, д.                      | Лутовенский                  | Валдайский    | Снята с учёта решением облисполкома 12.12.1985 № 491                                                                                          |
| Звягино, д.                     | Варгусовский                 | Окуловский    | Снята с регистрации решением облисполкома 24.11.1976 № 631                                                                                    |
| Зелёная Роща, д.                | Кабожский                    | Мошенской     | Снята с регистрации решением облисполкома 26.01.1976 № 46                                                                                     |
| Зелёная Роща, д.                | Торбинский                   | Окуловский    | Снята с учёта решением облисполкома 23.12.1968 № 742                                                                                          |
| Зелёная Роща, д.                | Хировский                    | Любытинский   | Снята с учёта решением облисполкома 29.03.1976 № 193                                                                                          |
| Зеленино, д.                    | Курковский                   | Хвойнинский   | Снята с учёта решением облисполкома 29.03.1976 № 193                                                                                          |
| Зеленщина, д.                   | Пустовишерский               | Маловишерский | Снята с регистрации решением облисполкома 23.12.1974 № 713                                                                                    |
| Зехино, д.                      | Аполецкий                    | Холмский      | Снята с регистрации решением облисполкома 28.01.1966 № 65                                                                                     |
| Зехино, д.                      | Зехинский                    | Старорусский  | Снята с учёта решением облисполкома 11.02.1982 № 82                                                                                           |
| Золотое, д.                     | Ельненский                   | Холмский      | Снята с регистрации решением облисполкома 17.10.1977 № 469                                                                                    |
| Зубакино, д.                    | Новосельский                 | Старорусский  | Снята с учёта решением облисполкома 22.02.1971 № 82                                                                                           |
| Иванково, д.                    | Перелучский                  | Боровичский   | Исключена из учётных данных решением облисполкома 16.03.1988 № 79                                                                             |
| Ивановка, д.                    | Клевицкий                    | Солецкий      | Снята с регистрации решением облисполкома 26.01.1976 № 46                                                                                     |
| Ивановка, д.                    | Ратицкий                     | Волотовский   | Снята с регистрации решением облисполкома 28.01.1966 № 65                                                                                     |
| Ивановское, д.                  | Ёгольский                    | Боровичский   | Снята с учёта решением облисполкома 22.02.1971 № 82                                                                                           |
| Ивановское, д.                  | Морховский                   | Холмский      | Снята с учёта решением облисполкома 23.12.1968 № 742                                                                                          |
| Иванское, д.                    | Озеренский                   | Маловишерский | Снята с регистрации решением облисполкома 28.02.1972 № 113                                                                                    |
| Иванцево, д.                    | Аполецкий                    | Холмский      | Снята с регистрации решением облисполкома 29.03.1979 № 199                                                                                    |
| Иванцево, д.                    | Подгощский                   | Солецкий      | Снята с учёта решениями облисполкома 23.12.1968 № 742, 28.02.1972 № 113                                                                       |
| Иваньково, д.                   | Гуськовский                  | Пестовский    | Снята с регистрации решением облисполкома 17.10.1977 № 469                                                                                    |
| Ивахново, д.                    | Марёвский                    | Марёвский     | Снята с регистрации решением облисполкома 29.12.1976 № 720                                                                                    |
| Игнатово, д.                    | Солецкий                     | Солецкий      | Снята с учёта решением облисполкома 22.02.1971 № 82                                                                                           |
| Извоз, д.                       | Городнянский                 | Поддорский    | Снята с учёта решением облисполкома 23.12.1968 № 742                                                                                          |
| Извоз, д.                       | Залучский                    | Старорусский  | Снята с учёта решением облисполкома 11.02.1982 № 82                                                                                           |
| Изори, д.                       | Ермолинский                  | Новгородский  | Снята с учёта решением облисполкома 23.12.1968 № 742                                                                                          |
| Изосимово, д.                   | Астриловский                 | Старорусский  | Снята с регистрации решением облисполкома 23.12.1968 № 742                                                                                    |
| Иломля, д.                      | Жирковский                   | Демянский     | Снята с регистрации решением облисполкома 26.01.1976 № 46                                                                                     |
| имени Коминтерна, пос.          | Чудовский горсовет           | Чудовский     | Исключён из учётных данных решением облисполкома 28.11.1949 № 21                                                                              |
| Исаково, д.                     | Борковский                   | Крестецкий    | Снята с учёта решением облисполкома 12.09.1984 № 392                                                                                          |
| Исходово, д.                    | Ореховский                   | Мошенской     | Снята с учёта решением облисполкома 23.12.1968 № 742                                                                                          |
| Ишутино, д.                     | Засыпенский                  | Боровичский   | Снята с регистрации решением облисполкома 26.12.1977 № 581                                                                                    |
| Кадилиха, д.                    | Шереховичский                | Любытинский   | Снята с учёта решением облисполкома 20.10.1986 № 388                                                                                          |
| Кадниково, д.                   | Мамоновщинский               | Марёвский     | Снята с учёта решением облисполкома 23.02.1987 № 70                                                                                           |
| Казань, д.                      | Боровёнковский               | Окуловский    | Снята с регистрации решением облисполкома 24.11.1976 № 631                                                                                    |
| Казарма 284 км                  | Богословский                 | Пестовский    | Снята с регистрации решением облисполкома 29.03.1976 № 193                                                                                    |
| Казелица, д.                    | Федоровщинский               | Марёвский     | Снята с учёта решением облисполкома 22.12.1975 № 747                                                                                          |
| Кайва, д.                       | Беззубцевский                | Пестовский    | Снята с учёта решением облисполкома 23.02.1987 № 70                                                                                           |
| Калихово, д.                    | Добростский                  | Крестецкий    | Снята с учёта решением облисполкома 12.09.1984 № 392                                                                                          |
| Каляжка, д.                     | Спасско-Полистский           | Чудовский     | Снята с регистрации решением облисполкома 28.01.1966 № 65                                                                                     |
| Каменка, д.                     | Борковский                   | Крестецкий    | Снята с учёта решением облисполкома 12.09.1984 № 392                                                                                          |
| Каменник, д.                    | Тарасовский                  | Демянский     | Снята с регистрации решением облисполкома 22.02.1971 № 82                                                                                     |
| Камень, д.                      | Дрегельский                  | Любытинский   | Снята с учёта решением облисполкома 20.10.1986 № 388                                                                                          |
| Капустино, д.                   | Дубский                      | Маловишерский | Снята с регистрации решением облисполкома 26.12.1977 № 581                                                                                    |
| Качаново, д.                    | Рамушевский                  | Старорусский  | Снята с учёта решением облисполкома 22.02.1971 № 82                                                                                           |
| Кашенка, д.                     | Ратицкий                     | Волотовский   | Снята с учёта решением облисполкома 23.02.1987 № 70                                                                                           |
| Кашниково, д.                   | Барышевский                  | Мошенской     | Снята с учёта решением облисполкома 20.10.1986 № 388                                                                                          |
| Киево, д.                       | Вычеремский                  | Любытинский   | Снята с учёта решением облисполкома 29.03.1976 № 193                                                                                          |
| Кирежа, д.                      | Шереховичский                | Любытинский   | Снята с учёта решением облисполкома 20.10.1986 № 388                                                                                          |
| Кирово, д.                      | Веребьинский                 | Маловишерский | Снята с регистрации решением облисполкома 28.01.1966 № 65                                                                                     |
| Киты, д.                        | Дворецкий                    | Валдайский    | Снята с учёта решением облисполкома 23.12.1968 № 742                                                                                          |
| Клевицы, д.                     | Светлицкий                   | Солецкий      | Исключена из учётных данных решением облисполкома 16.03.1988 № 79                                                                             |
| Клево, д.                       | Вычеремский                  | Любытинский   | Снята с учёта решением облисполкома 29.03.1976 № 193                                                                                          |
| Клешнево, д.                    | Лаптевский                   | Пестовский    | Снята с учёта решением облисполкома 23.02.1987 № 70                                                                                           |
| Клещино, д.                     | Волокский                    | Боровичский   | Снята с регистрации решением облисполкома 26.01.1976 № 46                                                                                     |
| Климково, д.                    | Сокольский                   | Поддорский    | Снята с учёта решением облисполкома 29.03.1976 № 193                                                                                          |
| Климово, д.                     | Перегинский                  | Поддорский    | Снята с учёта решением облисполкома 29.03.1976 № 193                                                                                          |
| Клин, д.                        | Устрекский                   | Мошенской     | Снята с учёта решением облисполкома 20.10.1986 № 388                                                                                          |
| Клобучи, д.                     | Покровский                   | Новгородский  | Снята с регистрации решением облисполкома 28.01.1966 № 65                                                                                     |
| Клопская Слобода, д.            | Борковский                   | Новгородский  | Снята с учёта решением облисполкома 23.12.1968 № 742                                                                                          |
| Клыпино 1, д.                   | Морховский                   | Холмский      | Снята с регистрации решением облисполкома 25.10.1972 № 251                                                                                    |
| Клыпино 2, д.                   | Морховский                   | Холмский      | Снята с регистрации решением облисполкома 25.10.1972 № 251                                                                                    |
| Кляузино, д.                    | Кировский                    | Мошенской     | Снята с учёта решением облисполкома 20.10.1986 № 388                                                                                          |
| Княжно, д.                      | Новоселицкий                 | Новгородский  | Снята с регистрации решением облисполкома 25.11.1974 № 646                                                                                    |
| Князево, д.                     | Матасовский                  | Старорусский  | Снята с регистрации решением облисполкома 23.12.1968 № 742                                                                                    |
| Кожахново, д.                   | Хировский                    | Любытинский   | Снята с учёта решением облисполкома 20.10.1986 № 388                                                                                          |
| Козеевка, д.                    | Тухомичский                  | Холмский      | Снята с учёта решением облисполкома 22.12.1975 № 747                                                                                          |
| Козиха, д.                      | Гридинский                   | Мошенской     | Снята с учёта решением облисполкома 23.12.1968 № 742                                                                                          |
| Козлово, д.                     | Дубковский                   | Старорусский  | Снята с регистрации решением облисполкома 15.01.1973 № 20                                                                                     |
| Козлово, д.                     | Лаптевский                   | Пестовский    | Снята с учёта решением облисполкома 29.03.1976 № 193                                                                                          |
| Козлово, д.                     | Переходский                  | Поддорский    | Снята с учёта решением облисполкома 29.03.1976 № 193                                                                                          |
| Козлятино, д.                   | Мойкинский                   | Батецкий      | Снята с учёта решением облисполкома 22.02.1971 № 82                                                                                           |
| Козье, д.                       | Каменский                    | Холмский      | Снята с учёта решением облисполкома 23.12.1968 № 742                                                                                          |
| Колентьево, д.                  | Бураковский                  | Поддорский    | Снята с учёта решением облисполкома 12.12.1985 № 491                                                                                          |
| Коломино, д.                    | Звягинский                   | Хвойнинский   | Снята с учёта решением облисполкома 28.01.1966 № 65                                                                                           |
| Коломцы, д.                     | Городищенский                | Мошенской     | Снята с регистрации решением облисполкома 26.01.1976 № 46                                                                                     |
| Колотовка, д.                   | Ивантеевский                 | Валдайский    | Снята с регистрации решением облисполкома 03.12.1973 № 682                                                                                    |
| Кольцово, д.                    | Бродский                     | Мошенской     | Снята с учёта решением облисполкома 20.10.1986 № 388                                                                                          |
| Комарово, д.                    | Борковский                   | Крестецкий    | Снята с учёта решением облисполкома 22.02.1971 № 82                                                                                           |
| Комшино, д.                     | Каёвский                     | Окуловский    | Снята с учёта решением облисполкома 18.09.1981 № 369                                                                                          |
| Коневка, д.                     | Зелемский                    | Поддорский    | Снята с учёта решением облисполкома 29.03.1976 № 193                                                                                          |
| Коновалова Берёзка, д.          | Зехинский                    | Старорусский  | Снята с учёта решением облисполкома 17.05.1984 № 201                                                                                          |
| Копытиха, д.                    | Локотской                    | Крестецкий    | Снята с регистрации решением облисполкома 26.01.1976 № 46                                                                                     |
| Кордон, д.                      | Медовский                    | Холмский      | Снята с регистрации решением облисполкома 17.10.1977 № 469                                                                                    |
| Коржовка, д.                    | Гридинский                   | Мошенской     | Снята с учёта решением облисполкома 23.12.1968 № 742                                                                                          |
| Корзово, д.                     | Висючеборский                | Демянский     | Снята с учёта решением облисполкома 26.12.1977 № 581                                                                                          |
| Корзы, д.                       | Намошский                    | Марёвский     | Снята с учёта решением облисполкома 22.12.1975 № 747                                                                                          |
| Корновицы, д.                   | Новосельский                 | Батецкий      | Снята с учёта решением облисполкома 22.02.1971 № 82                                                                                           |
| Корныльево, д.                  | Троховский                   | Старорусский  | Снята с учёта решением облисполкома 11.02.1982 № 82                                                                                           |
| Корняево, д.                    | Тухомичский                  | Холмский      | Снята с учёта решением облисполкома 22.12.1975 № 747                                                                                          |
| Коробово, д.                    | Гостецкий                    | Новгородский  | Снята с регистрации решением облисполкома 28.02.1972 № 113                                                                                    |
| Коровкино, д.                   | Утушкинский                  | Старорусский  | Снята с регистрации решением облисполкома 16.05.1977 № 270                                                                                    |
| Коростель, д.                   | Устрекский                   | Мошенской     | Снята с учёта решением облисполкома 20.10.1986 № 388                                                                                          |
| Косая, д.                       | Званский                     | Окуловский    | Снята с учёта решением облисполкома 28.03.1977 № 157                                                                                          |
| Косинское, д.                   | Погореловский                | Пестовский    | Снята с регистрации решением облисполкома 11.02.1982 № 82                                                                                     |
| Костково, д.                    | Нивский                      | Поддорский    | Снята с учёта решением облисполкома 20.10.1986 № 388                                                                                          |
| Костова, д.                     | Новоселицкий                 | Новгородский  | Снята с учёта решением облисполкома 23.12.1968 № 742                                                                                          |
| Кострицы, д.                    | Волокский                    | Боровичский   | Снята с регистрации решением облисполкома 28.01.1966 № 65                                                                                     |
| Костыгово, д.                   | Должинский                   | Волотовский   | Снята с учёта решением облисполкома 23.02.1987 № 70                                                                                           |
| Костылево, д.                   | Селищенский                  | Чудовский     | Объединена с д. Арефино. Решение облисполкома 24.05.1976 № 294                                                                                |
| Котокша, д.                     | Старский                     | Волотовский   | Снята с регистрации решением облисполкома 17.10.1977 № 469                                                                                    |
| Кочаново, д.                    | Новодеревенский              | Парфинский    | Снята с учёта решением облисполкома 22.02.1971 № 82                                                                                           |
| Кочедыково, д.                  | Новодеревенский              | Марёвский     | Снята с регистрации решением облисполкома 11.02.1982 № 82                                                                                     |
| Кочешино, д.                    | Лажинский                    | Парфинский    | Снята с учёта решением облисполкома 22.02.1971 № 82                                                                                           |
| Кошели, д.                      | Остахновский                 | Хвойнинский   | Снята с учёта решением облисполкома 28.01.1966 № 65                                                                                           |
| Кошели, д.                      | Перегинский                  | Поддорский    | Снята с учёта решением облисполкома 23.02.1987 № 70                                                                                           |
| Кошкино, д.                     | Мстинский                    | Новгородский  | Снята с учёта решением облисполкома 23.12.1968 № 742                                                                                          |
| Красавец, д.                    | Тарасовский                  | Демянский     | Снята с регистрации решением облисполкома 28.01.1966 № 65                                                                                     |
| Красиково, д.                   | Курский                      | Поддорский    | Снята с регистрации решением облисполкома 28.01.1966 № 65                                                                                     |
| Красково, д.                    | Лаптевский                   | Пестовский    | Снята с учёта решением облисполкома 29.03.1976 № 193                                                                                          |
| Красная Вишерка, д.             | Селищенский                  | Маловишерский | Снята с регистрации решением облисполкома 26.12.1977 № 581                                                                                    |
| Красная Мста, д.                | Большедорский                | Новгородский  | Снята с регистрации решением облисполкома 17.10.1977 № 469                                                                                    |
| Красноборье, д.                 | Большедорский                | Новгородский  | Снята с регистрации решением облисполкома 25.11.1974 № 646                                                                                    |
| Краснодубье, д.                 | Переездовский                | Поддорский    | Упразднена решением облисполкома 15.01.1973 № 20                                                                                              |
| Красное Раменье, д.             | Воскресенский                | Пестовский    | Снята с учёта решением облисполкома 22.02.1971 № 82                                                                                           |
| Краснослудье, д.                | Городнянский                 | Поддорский    | Снята с регистрации решением облисполкома 28.01.1966 № 65                                                                                     |
| Красуха, д.                     | Локотской                    | Крестецкий    | Снята с учёта решением облисполкома 12.09.1984 № 392                                                                                          |
| Краськово, д.                   | Зайцевский                   | Холмский      | Снята с регистрации решением облисполкома 28.01.1966 № 65                                                                                     |
| Крашенниково, д.                | Тухомичский                  | Холмский      | Снята с учёта решением облисполкома 22.12.1975 № 747                                                                                          |
| Кречно, д.                      | Трубичинский                 | Новгородский  | Включена в состав г. Новгород решением облисполкома 12.07.1965 № 372                                                                          |
| Кривандино, д.                  | Минецкий                     | Хвойнинский   | Снята с учёта решением облисполкома 11.02.1982 № 82                                                                                           |
| Кривовицы, д.                   | Бураковский                  | Поддорский    | Снята с учёта решением облисполкома 29.03.1976 № 193                                                                                          |
| Кривозёрово, д.                 | Городнянский                 | Поддорский    | Снята с регистрации решением облисполкома 28.01.1966 № 65                                                                                     |
| Кругла, д.                      | Троховской                   | Старорусский  | Снята с регистрации решением облисполкома 15.01.1973 № 20                                                                                     |
| Кружилы, д.                     | Гостецкий                    | Новгородский  | Снята с учёта решением облисполкома 23.12.1968 № 742                                                                                          |
| Крутец, д.                      | Вшельский                    | Солецкий      | Снята с регистрации решением облисполкома 28.01.1966 № 65                                                                                     |
| Крутец, д.                      | Полавский                    | Парфинский    | Снята с регистрации решением облисполкома 29.05.1979 № 199                                                                                    |
| Крутик, д.                      | Дубский                      | Маловишерский | Снята с регистрации решением облисполкома 23.12.1974 № 713                                                                                    |
| Крутик, д.                      | Мстинский                    | Маловишерский | Снята с учёта решением облисполкома 26.12.1977 № 581                                                                                          |
| Крутица, д.                     | Устрекский                   | Мошенской     | Снята с регистрации решением облисполкома 26.01.1976 № 46                                                                                     |
| Крутово, д.                     | Раменский                    | Мошенской     | Снята с регистрации решением облисполкома 17.10.1977 № 469                                                                                    |
| Крутяки, д.                     | Воскресенский                | Пестовский    | Снята с учёта решением облисполкома 22.02.1971 № 82                                                                                           |
| Крушиново, д.                   | Минецкий                     | Хвойнинский   | Снята с учёта решением облисполкома 28.02.1972 № 113                                                                                          |
| Крылы, д.                       | Мелковичский                 | Батецкий      | Снята с учёта решением облисполкома 20.10.1986 № 388                                                                                          |
| Кузнецово, д.                   | Долговский                   | Мошенской     | Снята с учёта решением облисполкома 23.12.1968 № 742                                                                                          |
| Кузнецово, д.                   | Ельненский                   | Холмский      | Снята с учёта решением облисполкома 22.12.1975 № 747                                                                                          |
| Кузнецово, д.                   | Троховский                   | Старорусский  | Снята с учёта решением облисполкома 23.02.1987 № 70                                                                                           |
| Кузнецово, д.                   | Тухомичский                  | Холмский      | Снята с учёта решением облисполкома 22.12.1975 № 747                                                                                          |
| Кузнечково, д.                  | Вотолинский                  | Демянский     | Снята с учёта решением облисполкома 20.10.1986 № 388                                                                                          |
| Кузнечково, д.                  | Устрекский                   | Мошенской     | Снята с учёта решением облисполкома 23.02.1987 № 70                                                                                           |
| Кузьмиха, д.                    | Звонецкий                    | Любытинский   | Снята с учёта решением облисполкома 20.10.1986 № 388                                                                                          |
| Кукшино, д.                     | Медведский                   | Шимский       | Снята с учёта решением облисполкома 17.05.1984 № 201                                                                                          |
| Кулаково, д.                    | Дубровский                   | Парфинский    | Снята с учёта решением облисполкома 12.12.1985 № 491                                                                                          |
| Кунинское товарищество          | Пахотногорский               | Новгородский  | Снято с регистрации решением облисполкома 25.11.1974 № 646                                                                                    |
| Кураково, д.                    | Опеченский                   | Боровичский   | Снята с регистрации решением облисполкома 26.01.1976 № 46                                                                                     |
| Курочкино, д.                   | Тухомичский                  | Холмский      | Снята с учёта решением облисполкома 23.12.1968 № 742                                                                                          |
| Курцево, д.                     | Чудовский                    | Чудовский     | Объединена с д. Сябреницы. Решение облисполкома 24.05.1976 № 294                                                                              |
| Кутилиха, д.                    | Полавский                    | Парфинский    | Снята с учёта решением облисполкома 29.03.1976 № 193                                                                                          |
| Кутузов Лютец, д.               | Дубровский                   | Солецкий      | Снята с регистрации решением облисполкома 26.01.1976 № 46                                                                                     |
| Кюльвая, д.                     | Абросовский                  | Пестовский    | Снята с учёта решением облисполкома 12.09.1984 № 392                                                                                          |
| Лаврово, д.                     | Марёвский                    | Марёвский     | Снята с учёта решением облисполкома 12.09.1984 № 392                                                                                          |
| Лазарево, д.                    | Осиповский                   | Пестовский    | Снята с учёта решением облисполкома 23.12.1968 № 742                                                                                          |
| Лазнево, д.                     | Тухомичский                  | Холмский      | Снята с учёта решением облисполкома 20.10.1986 № 388                                                                                          |
| Лаптево, д.                     | Одоевский                    | Демянский     | Снята с регистрации решением облисполкома 28.01.1966 № 65                                                                                     |
| Лапушицы, д.                    | Мелковичский                 | Батецкий      | Снята с учёта решением облисполкома 20.10.1986 № 388                                                                                          |
| Лебедево, д.                    | Кончанско- Суворовский       | Боровичский   | Снята с регистрации решением облисполкома 26.01.1976 № 46                                                                                     |
| Лебедево, д.                    | Остахновский                 | Хвойнинский   | Снята с регистрации решением облисполкома 26.12.1977 № 581                                                                                    |
| Лебединец, д.                   | Новодеревенский              | Марёвский     | Снята с регистрации решением облисполкома 11.02.1982 № 82                                                                                     |
| Левочка, д.                     | Гридинский                   | Мошенской     | Снята с учёта решением облисполкома 20.10.1986 № 388                                                                                          |
| Левошкино, д.                   | Новодеревенский              | Парфинский    | Снята с учёта решением облисполкома 29.03.1976 № 193                                                                                          |
| Лекалово, д.                    | Лекаловский                  | Окуловский    | Снята с регистрации решением облисполкома 26.12.1977 № 581                                                                                    |
| Ленно, д.                       | Каменский                    | Холмский      | Снята с учёта решением облисполкома 11.02.1982 № 82                                                                                           |
| Леоновка, д.                    | Тухомичский                  | Холмский      | Снята с регистрации решением облисполкома 17.10.1977 № 469                                                                                    |
| Леохново, д.                    | Луговской                    | Марёвский     | Снята с регистрации решением облисполкома 11.02.1982 № 82                                                                                     |
| Лепилово, д.                    | Тимонинский                  | Мошенской     | Снята с регистрации решением облисполкома 26.01.1976 № 46                                                                                     |
| Лещево, д.                      | Песоцкий                     | Демянский     | Снята с регистрации решением облисполкома 26.01.1976 № 46                                                                                     |
| Липовицы, д.                    | Дубовицкий                   | Старорусский  | Снята с учёта решением облисполкома 23.02.1987 № 70                                                                                           |
| Липовка, д.                     | Лосский                      | Поддорский    | Снята с учёта решением облисполкома 22.02.1971 № 82                                                                                           |
| Лисино, д.                      | Лубенский                    | Солецкий      | Снята с регистрации решением облисполкома 26.01.1976 № 46                                                                                     |
| Лисичино, д.                    | Зимогорский                  | Валдайский    | Снята с регистрации решением облисполкома 24.11.1976 № 631                                                                                    |
| Лисово, д.                      | Морховский                   | Холмский      | Снята с регистрации решением облисполкома 29.03.1979 № 199                                                                                    |
| Литовкино, д.                   | Любницкий                    | Валдайский    | Снята с учёта решением облисполкома 20.02.1981 № 72                                                                                           |
| Лобаново, д.                    | Заборовский                  | Валдайский    | Снята с учёта решением облисполкома 20.02.1981 № 72                                                                                           |
| Лобково, д.                     | Подберезский                 | Новгородский  | Снята с регистрации решением облисполкома 17.10.1977 № 469                                                                                    |
| Лобожи, д.                      | Раглицкий                    | Батецкий      | Снята с учёта решением облисполкома 22.02.1971 № 82                                                                                           |
| Лобозово, д.                    | Боровщинский                 | Любытинский   | Снята с учёта решением облисполкома 20.10.1986 № 388                                                                                          |
| Ловатские Горки, д.             | Ляховичский                  | Старорусский  | Снята с учёта решением облисполкома 11.02.1982 № 82                                                                                           |
| Лопусково, д.                   | Лекаловский                  | Окуловский    | Снята с регистрации решением облисполкома 26.12.1977 № 581                                                                                    |
| Лохини, д.                      | Лажинский                    | Парфинский    | Снята с учёта решением облисполкома 29.03.1976 № 193                                                                                          |
| Лоша, д.                        | Ратицкий                     | Волотовский   | Снята с учёта решением облисполкома 23.02.1987 № 70                                                                                           |
| Лубново, д.                     | Переходский                  | Поддорский    | Снята с регистрации решением облисполкома 28.01.1966 № 65                                                                                     |
| Луги, д.                        | Городнянский                 | Поддорский    | Снята с учёта решением облисполкома 29.03.1976 № 193                                                                                          |
| Лужки, д.                       | Новодеревенский              | Марёвский     | Снята с учёта решением облисполкома 23.02.1987 № 70                                                                                           |
| Лужская, станция                | Григоровский                 | Новгородский  | Включена в черту г. Новгород. Решение облисполкома 18.04.1984 № 161                                                                           |
| Лука, д.                        | Новоселицкий                 | Новгородский  | Снята с учёта решением облисполкома 23.12.1968 № 742                                                                                          |
| Лука, д.                        | Сопкинский                   | Холмский      | Снята с учёта решением облисполкома 11.02.1982 № 82                                                                                           |
| Лука Федорково, д.              | Бургинский                   | Маловишерский | Объединена с д. Бурга. Решение облисполкома 25.08.1983 № 300                                                                                  |
| Лука 1-я, д.                    | Чудовский                    | Чудовский     | Включена в черту г. Чудово. Решение облисполкома 14.02.1961 № 161-2                                                                           |
| Лукино, д.                      | Мануйловский                 | Парфинский    | Снята с учёта решением облисполкома 12.12.1985 № 491                                                                                          |
| Лукинское, д.                   | Озеренский                   | Маловишерский | Снята с регистрации решением облисполкома 28.02.1972 № 113                                                                                    |
| Луково, д.                      | Должинский                   | Волотовский   | Снята с учёта решением облисполкома 23.02.1987 № 70                                                                                           |
| Луково, д.                      | Любонский                    | Боровичский   | Снята с учёта решением облисполкома 22.02.1971 № 82                                                                                           |
| Луково, д.                      | Турбинный                    | Окуловский    | Снята с учёта решением облисполкома 11.03.1974 № 170                                                                                          |
| Лунево, д.                      | Лубенской                    | Марёвский     | Снята с учёта решением облисполкома 17.05.1984 № 201                                                                                          |
| Лутовинино, д.                  | Утушкинский                  | Старорусский  | Снята с учёта решением облисполкома 23.02.1987 № 70                                                                                           |
| Лутьяново, д.                   | Кировский                    | Боровичский   | Снята с регистрации решением облисполкома 26.01.1976 № 46                                                                                     |
| Лучки, д.                       | Дубровский                   | Парфинский    | Снята с регистрации решением облисполкома 29.05.1979 № 199                                                                                    |
| Лучнево, д.                     | Старский                     | Волотовский   | Снята с регистрации решениями облисполкома 28.01.1966 № 65, 26.10.1977 № 581                                                                  |
| Лушино, д.                      | Болоненский                  | Боровичский   | Снята с регистрации решением облисполкома 28.01.1966 № 65                                                                                     |
| Льзички, д.                     | Любытинский                  | Любытинский   | Включена в черту пос. Любытино. Решение облисполкома 25.08.1983 № 300                                                                         |
| Лыбово, д.                      | Сивцевский                   | Любытинский   | Снята с учёта решением облисполкома 29.03.1976 № 193                                                                                          |
| Лыченка, д.                     | Зайцевский                   | Крестецкий    | Снята с учёта решением облисполкома 22.02.1971 № 82                                                                                           |
| Любевцево, д.                   | Селищенский                  | Чудовский     | Объединена с д. Вяжищи. Решение облисполкома 24.05.1976 № 294                                                                                 |
| Любитово, д.                    | Кривецкий                    | Старорусский  | Объединена с д. Кривец. Решение облисполкома 15.01.1973 № 20                                                                                  |
| Лютое, д.                       | Одоевский                    | Марёвский     | Снята с учёта решением облисполкома 22.12.1975 № 747                                                                                          |
| Ляда, д.                        | Марёвский                    | Марёвский     | Снята с учёта решением облисполкома 22.02.1971 № 82                                                                                           |
| Ляды, д.                        | Городищенский                | Солецкий      | Снята с учёта решением облисполкома 23.12.1968 № 742                                                                                          |
| Ляды, д.                        | Устьевский                   | Холмский      | Снята с регистрации решением облисполкома 17.10.1977 № 469                                                                                    |
| Ляхново, д.                     | Бураковский                  | Поддорский    | Снята с учёта решением облисполкома 22.02.1971 № 82                                                                                           |
| Лячиха, д.                      | Подгощский                   | Солецкий      | Снята с учёта решением облисполкома 22.02.1971 № 82                                                                                           |
| Майская, д.                     | Минецкий                     | Хвойнинский   | Снята с учёта решением облисполкома 11.02.1982 № 82                                                                                           |
| Макарово, д.                    | Ракушинский                  | Крестецкий    | Снята с регистрации решением облисполкома 26.01.1976 № 46                                                                                     |
| Маклочиха, д.                   | Вычеремский                  | Любытинский   | Снята с регистрации решением облисполкома 26.12.1977 № 581                                                                                    |
| Маковище, д.                    | Борисовский                  | Старорусский  | Снята с учёта решением облисполкома 11.02.1982 № 82                                                                                           |
| Маковье, д.                     | Переездовский                | Поддорский    | Снята с учёта решением облисполкома 12.12.1985 № 491                                                                                          |
| Максимиха, д.                   | Шереховичский                | Любытинский   | Снята с учёта решением облисполкома 29.03.1976 № 193                                                                                          |
| Максимовка, д.                  | Белебёлковский               | Поддорский    | Снята с учёта решением облисполкома 12.09.1984 № 392                                                                                          |
| Малашка, д.                     | Астриловский                 | Старорусский  | Снята с учёта решением облисполкома 23.02.1987 № 70                                                                                           |
| Малая Луковница, д.             | Ермолинский                  | Новгородский  | Снята с регистрации решением облисполкома 28.01.1966 № 65                                                                                     |
| Малая Осьянка, д.               | Федоровщинский               | Марёвский     | Снята с регистрации решением облисполкома 11.02.1982 № 82                                                                                     |
| Малая Отока, д.                 | Деревский                    | Чудовский     | Снята с учёта решением облисполкома 29.03.1976 № 193                                                                                          |
| Маловасильевский Бор, д.        | Дретенский                   | Старорусский  | Объединена с д. Белоусов Бор и д. Щетин Бор в д. Большие Боры. Решение облисполкома 15.01.1973 № 20                                           |
| Малое Водское, д.               | Подберезский                 | Новгородский  | Снята с учёта решением облисполкома 23.12.1968 № 742                                                                                          |
| Малое Войново, д.               | Передольский                 | Батецкий      | Снята с учёта решением облисполкома 22.02.1971 № 82                                                                                           |
| Малое Волосько, д.              | Юрьевский                    | Парфинский    | Снята с регистрации решением облисполкома 29.05.1979 № 199                                                                                    |
| Малое Данилово, д.              | Невский                      | Солецкий      | Снята с регистрации решением облисполкома 05.05.1978 № 187                                                                                    |
| Малое Засово, д.                | Матасовский                  | Старорусский  | Снята с регистрации решением облисполкома 15.01.1973 № 20                                                                                     |
| Малое Кленово, д.               | Оксочский                    | Маловишерский | Снята с регистрации решением облисполкома 16.05.1977 № 270                                                                                    |
| Малое Лановщино , д.            | Пустовишерский               | Маловишерский | Снята с регистрации решением облисполкома 23.12.1974 № 713                                                                                    |
| Малое Лашково, д.               | Люблинский                   | Поддорский    | Снята с учёта решением облисполкома 12.12.1985 № 491                                                                                          |
| Малое Лучно , д.                | Пеньковский                  | Старорусский  | Снята с учёта решением облисполкома 16.03.1988 № 79                                                                                           |
| Малое Никулино, д.              | Звонецкий                    | Любытинский   | Снята с учёта решением облисполкома 20.10.1986 № 388                                                                                          |
| Малое Ночково, д.               | Сусоловский                  | Старорусский  | Снята с регистрации решениями облисполкома 22.02.1971 № 82, 15.01.1973 № 20                                                                   |
| Малое Подсонье, д.              | Борковский                   | Новгородский  | Объединена с д. Борки. Постановление Администрации области 24.06.1994 № 165                                                                   |
| Малое Радилово, д.              | Морховский                   | Холмский      | Снята с регистрации решением облисполкома 15.01.1973 № 20                                                                                     |
| Малое Стречно, д.               | Матасовский                  | Старорусский  | Снята с регистрации решением облисполкома 23.12.1968 № 742                                                                                    |
| Малое Учно, д.                  | Пеньковский                  | Старорусский  | Исключена из учётных данных решением облисполкома 16.03.1988 № 79                                                                             |
| Малые Влички, д.                | Бургинский                   | Маловишерский | Слилась с д. Большие Влички в одну д. Влички. Решение облисполкома 12.09.1984 № 392                                                           |
| Малые Дорки, д.                 | Большедорский                | Новгородский  | Снята с учёта решением облисполкома 23.12.1968 № 742                                                                                          |
| Малые Жидовичи, д.              | Люблинский                   | Поддорский    | Снята с учёта решением облисполкома 12.12.1985 № 491                                                                                          |
| Малые Концы, д.                 | Казанский                    | Окуловский    | Снята с регистрации решением облисполкома 28.01.1966 № 65                                                                                     |
| Малые Поляны, д.                | Красностанский               | Новгородский  | Объединена с д. Большие Поляны в одну д. Поляны. Решение облисполкома 25.11.1974 № 646                                                        |
| Малый Вязник, д.                | Травковский                  | Боровичский   | Снята с учёта решением облисполкома 23.02.1987 № 70                                                                                           |
| Малый Городок, д.               | Любытинский                  | Любытинский   | Включена в черту пос. Любытино. Решение облисполкома 25.08.1983 № 300                                                                         |
| Малый Заходец, д.               | Тарасовский                  | Демянский     | Снята с регистрации решением облисполкома 23.12.1968 № 742                                                                                    |
| Малый Остров, д.                | Озеренский                   | Маловишерский | Снята с учёта решением облисполкома 23.12.1968 № 742                                                                                          |
| Малышево, д.                    | Ягайловский                  | Мошенской     | Снята с регистрации решением облисполкома 17.10.1977 № 469                                                                                    |
| Марат, д.                       | Заручевский                  | Окуловский    | Снята с учёта решением облисполкома 25.08.1983 № 300                                                                                          |
| Марково, д.                     | Меглецкий                    | Мошенской     | Снята с учёта решением облисполкома 20.10.1986 № 388                                                                                          |
| Мартышово, д.                   | Заводский                    | Окуловский    | Снята с учёта решением облисполкома 29.03.1976 № 193                                                                                          |
| Марьино, д.                     | Одоевский                    | Марёвский     | Снята с регистрации решением облисполкома 24.11.1976 № 631                                                                                    |
| Масалово, д.                    | Ельненский                   | Холмский      | Снята с учёта решением облисполкома 22.12.1975 № 747                                                                                          |
| Маслово, д.                     | Висленеостровский            | Окуловский    | Снята с регистрации решением облисполкома 24.11.1976 № 631                                                                                    |
| Матля, д.                       | Устюцкий                     | Пестовский    | Снята с учёта решением облисполкома 22.02.1971 № 82                                                                                           |
| Махавцево, д.                   | Щетиновский                  | Мошенской     | Снята с учёта решением облисполкома 23.12.1968 № 742                                                                                          |
| Машутино, д.                    | Заозерский                   | Поддорский    | Снята с учёта решением облисполкома 12.12.1985 № 491                                                                                          |
| Мдицы, д.                       | Хировский                    | Любытинский   | Снята с учёта решением облисполкома 23.12.1968 № 742                                                                                          |
| Мегрянское, д.                  | Устрекский                   | Мошенской     | Снята с регистрации решением облисполкома 17.10.1977 № 469                                                                                    |
| Медведно, д.                    | Дубовицкий                   | Старорусский  | Снята с регистрации решением облисполкома 16.05.1977 № 270                                                                                    |
| Медведово, д.                   | Ляховичский                  | Старорусский  | Объединена с д.Пинаевы Горки. Решение облисполкома 15.01.1973 № 20                                                                            |
| Межник, д.                      | Луговской                    | Марёвский     | Снята с учёта решением облисполкома 11.02.1982 № 82                                                                                           |
| Межник, д.                      | Озеренский                   | Маловишерский | Снята с учёта решением облисполкома 26.03.1973 № 183                                                                                          |
| Мелехово, д.                    | Мамоновщинский               | Марёвский     | Снята с учёта решением облисполкома 22.02.1971 № 82                                                                                           |
| Мельнево, д.                    | Богословский                 | Пестовский    | Снята с регистрации решением облисполкома 11.02.1982 № 82                                                                                     |
| Мельнитово, д.                  | Миголощский                  | Хвойнинский   | Снята с учёта решением облисполкома 28.01.1966 № 65                                                                                           |
| Мельницы, д.                    | Морконницкий                 | Маловишерский | Снята с регистрации решением облисполкома 16.05.1977 № 270                                                                                    |
| Мерлюгино, д.                   | Ёгольский                    | Боровичский   | Снята с учёта решением облисполкома 23.02.1987 № 70                                                                                           |
| Минцево, д.                     | Лажинский                    | Парфинский    | Снята с учёта решением облисполкома 29.03.1976 № 193                                                                                          |
| Мирное, д.                      | Сопкинский                   | Холмский      | Снята с регистрации решением облисполкома 29.03.1979 № 199                                                                                    |
| Миробудицы, д.                  | Ивантеевский                 | Валдайский    | Снята с регистрации решением облисполкома 26.12.1977 № 581                                                                                    |
| Мироежи, д.                     | Городенский                  | Любытинский   | Снята с учёта решением облисполкома 23.12.1968 № 742                                                                                          |
| Миронеж, д.                     | Медовский                    | Холмский      | Снята с регистрации решением облисполкома 17.10.1977 № 469                                                                                    |
| Мироново, д.                    | Залучский                    | Старорусский  | Исключена из учётных данных решением облисполкома 16.03.1988 № 79                                                                             |
| Мирославль, д.                  | Гостецкий                    | Новгородский  | Снята с регистрации решениями облисполкома 28.01.1966 № 65, 28.02.1972 № 113                                                                  |
| Михалкино, д.                   | Сокольский                   | Поддорский    | Снята с регистрации решением облисполкома 28.02.1972 № 113                                                                                    |
| Мишаново, д.                    | Красноборский                | Холмский      | Снята с учёта решением облисполкома 22.12.1975 № 747                                                                                          |
| Мишаново, д.                    | Утушкинский                  | Старорусский  | Снята с регистрации решением облисполкома 28.01.1966 № 65                                                                                     |
| Могилино, д.                    | Большелесовский              | Боровичский   | Снята с учёта решением облисполкома 22.02.1971 № 82                                                                                           |
| Моклок, д.                      | Белебёлковский               | Поддорский    | Снята с учёта решением облисполкома 22.02.1971 № 82                                                                                           |
| Мокшея, д.                      | Горный                       | Марёвский     | Снята с регистрации решением облисполкома 26.01.1976 № 46                                                                                     |
| Мордвинова Мельница, д.         | Ретновский                   | Солецкий      | Снята с учёта решением облисполкома 22.02.1971 № 82                                                                                           |
| Морильница, д.                  | Высоцкий                     | Старорусский  | Объединена с д. Бараново. Решение облисполкома 15.01.1973 № 20                                                                                |
| Морконницы, д.                  | Морконницкий                 | Маловишерский | Объединена с д. Шемякино. Решение облисполкома 16.02.1987 № 49                                                                                |
| Мородкино, д.                   | Полистовский                 | Поддорский    | Снята с учёта решением облисполкома 29.03.1976 № 193                                                                                          |
| Морозово, д.                    | Яковищенский                 | Мошенской     | Снята с учёта решением облисполкома 23.12.1968 № 742                                                                                          |
| Мостищи, д.                     | Панковский                   | Новгородский  | Объединена с пос. ПанковкаРешение облисполкома 28.03.1977 № 156                                                                               |
| Мосылино, д.                    | Большелукский                | Демянский     | Включена в состав раб. пос. Демянск решением облисполкома 21.09.1984 № 416                                                                    |
| Мосягино, д.                    | Лажинский                    | Парфинский    | Снята с учёта решением облисполкома 12.12.1985 № 491                                                                                          |
| Моторово, д.                    | Трубичинский                 | Новгородский  | Объединена с д. Трубичино. Решение облисполкома 25.11.1974 № 646                                                                              |
| Мошниково, д.                   | Барсанихский                 | Пестовский    | Снята с регистрации решением облисполкома 11.02.1982 № 82                                                                                     |
| Мощаница, д.                    | Морконницкий                 | Маловишерский | Снята с учёта решением облисполкома 26.03.1973 № 183                                                                                          |
| Мужилово, д.                    | Оксочский                    | Маловишерский | Объединена с д. Оксочи. Решение облисполкома 16.02.1987 № 49                                                                                  |
| Муссы, д.                       | Солецкий                     | Солецкий      | Включена в состав г. Сольцы. Решение облисполкома 17.01.1975 № 27                                                                             |
| Мхово, д.                       | Мокроостровский              | Крестецкий    | Снята с учёта решением облисполкома 22.02.1971 № 82                                                                                           |
| Мыза Аркадово, д.               | Жирковский                   | Демянский     | Снята с учёта решением облисполкома 20.10.1986 № 388                                                                                          |
| Мышья Лука, д.                  | Дворищенский                 | Маловишерский | Снята с учёта решением облисполкома 20.10.1986 № 388                                                                                          |
| Мясниково, д.                   | Устюцкий                     | Пестовский    | Снята с учёта решением облисполкома 29.03.1976 № 193                                                                                          |
| Мясницы, д.                     | Дубровский                   | Парфинский    | Снята с учёта решением облисполкома 12.12.1985 № 491                                                                                          |
| Наволок, д.                     | Серговский                   | Новгородский  | Снята с учёта решением облисполкома 20.10.1986 № 388                                                                                          |
| Наволок, д.                     | Трубичинский                 | Новгородский  | Объединена с д. Трубичино. Решение облисполкома 25.11.1974 № 646                                                                              |
| Нагорье, д.                     | Одоевский                    | Марёвский     | Снята с учёта решением облисполкома 22.12.1975 № 747                                                                                          |
| Надозерье, д.                   | Осташевский                  | Мошенской     | Снята с учёта решением облисполкома 20.10.1986 № 388                                                                                          |
| Назарьино, д.                   | Утушкинский                  | Старорусский  | Снята с учёта решением облисполкома 11.02.1982 № 82                                                                                           |
| Находно, д.                     | Рамушевский                  | Старорусский  | Снята с учёта решением облисполкома 22.02.1971 № 82                                                                                           |
| Негоща, д.                      | Новоселицкий                 | Новгородский  | Снята с учёта решением облисполкома 23.12.1968 № 742                                                                                          |
| Недожад, д.                     | Остахновский                 | Хвойнинский   | Снята с учёта решением облисполкома 11.02.1982 № 82                                                                                           |
| Некрасово, д.                   | Взвадский                    | Старорусский  | Снята с регистрации решением облисполкома 16.05.1977 № 270                                                                                    |
| Нероновка, д.                   | Красноборский                | Холмский      | Снята с регистрации решением облисполкома 15.01.1973 № 20                                                                                     |
| Нероново, д.                    | Барышевский                  | Мошенской     | Снята с регистрации решением облисполкома 17.10.1977 № 469                                                                                    |
| Нефедкино, д.                   | Перелучский                  | Боровичский   | Исключена из учётных данных решением облисполкома 16.03.1988 № 79                                                                             |
| Нехотово, д.                    | Выбитский                    | Солецкий      | Объединена с пос. Выбити решением облисполкома 26.01.1976 № 46                                                                                |
| Нивицы, д.                      | Быковский                    | Пестовский    | Снята с учёта решением облисполкома 12.09.1984 № 392                                                                                          |
| Нижнее Станино, д.              | Неболчский                   | Любытинский   | Снята с учёта решением облисполкома 20.10.1986 № 388                                                                                          |
| Нижний Борок, д.                | Матасовский                  | Старорусский  | Снята с учёта решением облисполкома 22.02.1971 № 82                                                                                           |
| Нижний Перемыт, д.              | Карпиногорский               | Маловишерский | Слилась с д. Верхний Перемыт в одну д. Перемыт. Решение облисполкома 12.09.1984 № 392                                                         |
| Нижняя Пустошка, д.             | Люблинский                   | Поддорский    | Снята с учёта решением облисполкома 12.09.1984 № 392                                                                                          |
| Никитино, д.                    | Перегинский                  | Поддорский    | Снята с учёта решением облисполкома 12.09.1984 № 392                                                                                          |
| Никитинское, д.                 | Богословский                 | Пестовский    | Снята с учёта решением облисполкома 12.09.1984 № 392                                                                                          |
| Николаевка, д.                  | Подгощский                   | Шимский       | Снята с учёта решением облисполкома 11.02.1982 № 82                                                                                           |
| Николаево, д.                   | Должинский                   | Волотовский   | Снята с регистрации решением облисполкома 29.05.1979 № 199                                                                                    |
| Николаевское общество           | Ермолинский                  | Новгородский  | Снято с регистрации решением облисполкома 28.02.1972 № 113                                                                                    |
| Никольское, д.                  | Семерицкий                   | Боровичский   | Снята с регистрации решением облисполкома 26.12.1977 № 581                                                                                    |
| Никулино 2, д.                  | Боровской                    | Старорусский  | Снята с учёта решением облисполкома 22.02.1971 № 82                                                                                           |
| Никулино, д.                    | Шубинский                    | Старорусский  | Снята с регистрации решением облисполкома 16.05.1977 № 270                                                                                    |
| Никулищи, д.                    | Веребьинский                 | Маловишерский | Снята с учёта решением облисполкома 12.09.1984 № 392                                                                                          |
| Никулкино, д.                   | Калининский                  | Мошенской     | Снята с регистрации решением облисполкома 17.10.1977 № 469                                                                                    |
| Ниша, д.                        | Зайцевский                   | Крестецкий    | Снята с регистрации решением облисполкома 26.12.1977 № 581                                                                                    |
| Новая Деревня, д.               | Борковский                   | Новгородский  | Снята с учёта решением облисполкома 23.12.1968 № 742                                                                                          |
| Новая Деревня, д.               | Бураковский                  | Поддорский    | Снята с учёта решением облисполкома 12.12.1985 № 491                                                                                          |
| Новая Переса, д.                | Перегинский                  | Поддорский    | Снята с учёта решением облисполкома 23.02.1987 № 70                                                                                           |
| Новая Семёновщина, д.           | Сухонивский                  | Валдайский    | Снята с регистрации решением облисполкома 26.12.1977 № 581                                                                                    |
| Новая Слобода, д.               | Грузинский                   | Чудовский     | Объединена с д. Новая. Решение облисполкома 24.05.1976 № 294                                                                                  |
| Новинка, д.                     | Большедорский                | Новгородский  | Снята с учёта решением облисполкома 23.12.1968 № 742                                                                                          |
| Новое, д.                       | Березинский                  | Любытинский   | Снята с регистрации решением облисполкома 28.01.1966 № 65                                                                                     |
| Новое, д.                       | Воскресенский                | Пестовский    | Снята с учёта решением облисполкома 29.03.1976 № 193                                                                                          |
| Новое Борково, д.               | Турбинный                    | Окуловский    | Снята с регистрации решением облисполкома 01.11.1979 № 414                                                                                    |
| Новое Бычково, д.               | Бурегский                    | Старорусский  | Снята с регистрации решением облисполкома 23.12.1968 № 742                                                                                    |
| Новое Голубково, д.             | Передольский                 | Батецкий      | Снята с учёта решением облисполкома 22.02.1971 № 82                                                                                           |
| Новое Гучево, д.                | Новорусский                  | Марёвский     | Снята с учёта решением облисполкома 22.12.1975 № 747                                                                                          |
| Новое Морсино, д.               | Выбитский                    | Солецкий      | Снята с учёта решением облисполкома 23.12.1968 № 742                                                                                          |
| Новоселицы, д.                  | Морконницкий                 | Маловишерский | Снята с учёта решением облисполкома 25.08.1983 № 300                                                                                          |
| Новоселье, д.                   | Варгусовский                 | Окуловский    | Снята с учёта решением облисполкома 23.12.1968 № 742                                                                                          |
| Новые Горбы, д.                 | Городнянский                 | Поддорский    | Снята с учёта решением облисполкома 29.03.1976 № 193                                                                                          |
| Новые Дегтяри, д.               | Ляховичский                  | Старорусский  | Снята с учёта решением облисполкома 11.02.1982 № 82                                                                                           |
| Новый Посёлок, д.               | Ёгольский                    | Боровичский   | Снята с учёта решением облисполкома 23.02.1987 № 70                                                                                           |
| Новый Ходовец, д.               | Золотковский                 | Окуловский    | Снята с регистрации решением облисполкома 28.01.1966 № 65                                                                                     |
| Носково, д.                     | Лучкинский                   | Валдайский    | Снята с учёта решением облисполкома 23.12.1968 № 742                                                                                          |
| Овинчищи, д.                    | Пестовский                   | Пестовский    | Снята с регистрации решением облисполкома 17.10.1977 № 469                                                                                    |
| Овчинкино, д.                   | Астриловский                 | Старорусский  | Снята с регистрации решением облисполкома 22.02.1971 № 82                                                                                     |
| Огарково, д.                    | Кабожский                    | Старорусский  | Снята с регистрации решением облисполкома 23.12.1968 № 742                                                                                    |
| Огзово, д.                      | Пустовишерский               | Маловишерский | Снята с учёта решением облисполкома 23.12.1968 № 742                                                                                          |
| Однорядка, д.                   | Зехинский                    | Старорусский  | Снята с регистрации решением облисполкома 23.12.1968 № 742                                                                                    |
| Одрино, д.                      | Шереховичский                | Любытинский   | Снята с учёта решением облисполкома 20.10.1986 № 388                                                                                          |
| Озерки, д.                      | Лаптевский                   | Пестовский    | Снята с регистрации решением облисполкома 29.03.1976 № 193                                                                                    |
| Озерки, д.                      | Шубинский                    | Старорусский  | Снята с учёта решением облисполкома 23.02.1987 № 70                                                                                           |
| Озерки, д.                      | Щетиновский                  | Мошенской     | Снята с регистрации решением облисполкома 26.01.1976 № 46                                                                                     |
| Озерня, д.                      | Озеренский                   | Маловишерский | Снята с учёта решением облисполкома 26.03.1973 № 183                                                                                          |
| Октябрьская, д.                 | Мстинский                    | Маловишерский | Снята с учёта решением облисполкома 20.02.1981 № 72                                                                                           |
| Окунево, д.                     | Бельский                     | Валдайский    | Снята с регистрации решением облисполкома 26.12.1977 № 581                                                                                    |
| Олехово, д.                     | Долговский                   | Мошенской     | Снята с учёта решением облисполкома 20.10.1986 № 388                                                                                          |
| Ольгино, д.                     | Залучский                    | Старорусский  | Снята с регистрации решением облисполкома 16.05.1977 № 270                                                                                    |
| Ольково, д.                     | Устрекский                   | Мошенской     | Снята с регистрации решением облисполкома 26.01.1976 № 46                                                                                     |
| Ольховец, д.                    | Костьковский                 | Демянский     | Снята с регистрации решением облисполкома 26.12.1977 № 581                                                                                    |
| Ольховка, д.                    | Спасско-Полистский           | Чудовский     | Снята с учёта решением облисполкома 22.02.1971 № 82                                                                                           |
| Ольхово, д.                     | Локотской                    | Крестецкий    | Снята с учёта решением облисполкома 12.09.1984 № 392                                                                                          |
| Онуфриево, д.                   | Зехинский                    | Старорусский  | Снята с регистрации решением облисполкома 15.01.1973 № 20                                                                                     |
| Опалево, д.                     | Богословский                 | Пестовский    | Снята с регистрации решением облисполкома 29.05.1979 № 199                                                                                    |
| Оревиниха, д.                   | Калининский                  | Мошенской     | Снята с регистрации решением облисполкома 26.01.1976 № 46                                                                                     |
| Ореховка, д.                    | Ляховичский                  | Старорусский  | Снята с учёта решением облисполкома 11.02.1982 № 82                                                                                           |
| Орловка, д.                     | Шимский                      | Шимский       | Присоединена к с. Шимск. Решение облисполкома 05.05.1978 № 187                                                                                |
| Орлово, д.                      | Сопкинский                   | Холмский      | Снята с регистрации решением облисполкома 28.01.1966 № 65                                                                                     |
| Осетище, д.                     | Наволокский                  | Холмский      | Снята с учёта решением облисполкома 12.12.1985 № 491                                                                                          |
| Осечищи, д.                     | Минецкий                     | Хвойнинский   | Снята с учёта решением облисполкома 23.02.1987 № 70                                                                                           |
| Осиновик, д.                    | Болоненский                  | Боровичский   | Снята с регистрации решением облисполкома 26.01.1976 № 46                                                                                     |
| Осняг, д.                       | Горный                       | Марёвский     | Снята с учёта решением облисполкома 22.12.1975 № 747                                                                                          |
| Острецово, д.                   | Большелесовский              | Боровичский   | Снята с учёта решением облисполкома 22.02.1971 № 82                                                                                           |
| Острешно, д.                    | Вотолинский                  | Демянский     | Исключена из учётных данных решением облисполкома 16.03.1988 № 79                                                                             |
| Остров, д.                      | Барышевский                  | Мошенской     | Снята с регистрации решением облисполкома 17.10.1977 № 469                                                                                    |
| Острова, д.                     | Люблинский                   | Поддорский    | Снята с учёта решением облисполкома 12.09.1984 № 392                                                                                          |
| Островёнок, д.                  | Торбинский                   | Окуловский    | Снята с регистрации решением облисполкома 01.11.1979 № 414                                                                                    |
| Остромы, д.                     | Ляховичский                  | Старорусский  | Снята с учёта решением облисполкома 11.02.1982 № 82                                                                                           |
| Отрадно, д.                     | Наговский                    | Старорусский  | Снята с учёта решением облисполкома 22.02.1971 № 82                                                                                           |
| Охомля, д.                      | Городенский                  | Любытинский   | Снята с учёта решением облисполкома 23.12.1968 № 742                                                                                          |
| Павлинково, д.                  | Локотской                    | Крестецкий    | Снята с учёта решением облисполкома 12.09.1984 № 392                                                                                          |
| Павлово, д.                     | Внутский                     | Хвойнинский   | Снята с учёта решением облисполкома 29.03.1976 № 193                                                                                          |
| Павлово, д.                     | Зайцевский                   | Крестецкий    | Снята с учёта решением облисполкома 12.09.1984 № 392                                                                                          |
| Павловская, станция             | Григоровский                 | Новгородский  | Включена в черту г. Новгород. Решение облисполкома 18.04.1984 № 161                                                                           |
| Павловщина, д.                  | Каменский                    | Холмский      | Снята с учёта решением облисполкома 23.12.1968 № 742                                                                                          |
| Павлюково, д.                   | Велильский                   | Марёвский     | Снята с учёта решением облисполкома 12.09.1984 № 392                                                                                          |
| Пальмино, д.                    | Зайцевский                   | Крестецкий    | Снята с регистрации решением облисполкома 26.12.1977 № 581                                                                                    |
| Панево, д.                      | Люблинский                   | Поддорский    | Снята с учёта решением облисполкома 12.09.1984 № 392                                                                                          |
| Пановка, д.                     | Тухомичский                  | Холмский      | Снята с регистрации решением облисполкома 29.03.1979 № 199                                                                                    |
| Папоротно, д.                   | Переездовский                | Поддорский    | Снята с учёта решением облисполкома 12.12.1985 № 491                                                                                          |
| Парковая, д.                    | Горский                      | Солецкий      | Объединена с д. Каменка решением облисполкома 26.01.1976 № 46                                                                                 |
| Пастухово, д.                   | Косуногорский                | Боровичский   | Снята с регистрации решением облисполкома 28.01.1966 № 65                                                                                     |
| Паулино, д.                     | Утушкинский                  | Старорусский  | Снята с регистрации решением облисполкома 16.05.1977 № 270                                                                                    |
| Пашкино, д.                     | Перелучский                  | Боровичский   | Исключена из учётных данных решением облисполкома 16.03.1988 № 79                                                                             |
| Пенно, д.                       | Жирковский                   | Демянский     | Снята с регистрации решением облисполкома 26.01.1976 № 46                                                                                     |
| Пеньково, д.                    | Долговский                   | Мошенской     | Снята с учёта решением облисполкома 20.10.1986 № 388                                                                                          |
| Первомайское, д.                | Амосовский                   | Крестецкий    | Снята с регистрации решением облисполкома 26.12.1977 № 581                                                                                    |
| Передки, д.                     | Нежатицкий                   | Батецкий      | Снята с учёта решением облисполкома 22.02.1971 № 82                                                                                           |
| Перелог, д.                     | Новодеревенский              | Демянский     | Снята с регистрации решением облисполкома 28.01.1966 № 65                                                                                     |
| Перерытица, д.                  | Новодеревенский              | Марёвский     | Снята с регистрации решением облисполкома 11.02.1982 № 82                                                                                     |
| Пересвет Остров, д.             | Селищенский                  | Чудовский     | Снята с учёта решением облисполкома 29.03.1976 № 193                                                                                          |
| Перетерка, д.                   | Виленский                    | Старорусский  | Объединена с д. Луньшино решением облисполкома 15.01.1973 № 20                                                                                |
| Переходы, д.                    | Боровёнковский               | Окуловский    | Снята с учёта решением облисполкома 11.03.1974 № 170                                                                                          |
| Перуны, д.                      | Нивский                      | Поддорский    | Снята с учёта решением облисполкома 23.12.1968 № 742                                                                                          |
| Перхово, д.                     | Луговской                    | Марёвский     | Снята с регистрации решением облисполкома 26.01.1976 № 46                                                                                     |
| Пески, д.                       | Морконницкий                 | Маловишерский | Объединена с д. Подгорное. Решение облисполкома 18.09.1981 № 369                                                                              |
| Пестовка, д.                    | Дворецкий                    | Парфинский    | Снята с учёта решением облисполкома 12.12.1985 № 491                                                                                          |
| Пестово, д.                     | Лапустинский                 | Окуловский    | Снята с учёта решением облисполкома 25.08.1983 № 300                                                                                          |
| Пестово, д.                     | Минецкий                     | Хвойнинский   | Снята с учёта решением облисполкома 23.02.1987 № 70                                                                                           |
| Песчаница, д.                   | Едровский                    | Валдайский    | Снята с регистрации решением облисполкома 24.11.1976 № 631                                                                                    |
| Песчаница, д.                   | Луговской                    | Марёвский     | Снята с регистрации решением облисполкома 26.01.1976 № 46                                                                                     |
| Песчанка, д.                    | Ельненский                   | Холмский      | Снята с регистрации решением облисполкома 28.01.1966 № 65                                                                                     |
| Песчанка, д.                    | Устюцкий                     | Пестовский    | Снята с учёта решением облисполкома 29.03.1976 № 193                                                                                          |
| Песьево, д.                     | Должинский                   | Волотовский   | Снята с регистрации решением облисполкома 22.02.1971 № 82                                                                                     |
| Петрино, д.                     | Кабожский                    | Хвойнинский   | Снята с учёта решением облисполкома 23.02.1987 № 70                                                                                           |
| Петрово, д.                     | Должинский                   | Волотовский   | Снята с регистрации решением облисполкома 28.01.1966 № 65                                                                                     |
| Петрово, д.                     | Медовский                    | Холмский      | Снята с учёта решением облисполкома 12.09.1984 № 392                                                                                          |
| Петрово, д.                     | Минецкий                     | Хвойнинский   | Снята с учёта решением облисполкома 23.02.1987 № 70                                                                                           |
| Петухи, д.                      | Торбинский                   | Окуловский    | Снята с регистрации решением облисполкома 01.11.1979 № 414                                                                                    |
| Печище, д.                      | Мамоновщинский               | Марёвский     | Снята с учёта решением облисполкома 22.12.1975 № 747                                                                                          |
| Пирково, д.                     | Берёзовский                  | Старорусский  | Снята с регистрации решением облисполкома 16.05.1977 № 270                                                                                    |
| Плауга, д.                      | Торбинский                   | Окуловский    | Снята с регистрации решением облисполкома 01.11.1979 № 414                                                                                    |
| Плёсо, д.                       | Пестовский                   | Пестовский    | Включена в состав г. Пестово. Решение облисполкома 12.09.1984 № 392                                                                           |
| Плоское, д.                     | Мстинский                    | Маловишерский | Снята с учёта решением облисполкома 23.02.1987 № 70                                                                                           |
| Плосское, д.                    | Богословский                 | Пестовский    | Снята с регистрации решением облисполкома 17.10.1977 № 469                                                                                    |
| Пневно, д.                      | Городенский                  | Батецкий      | Снята с учёта решением облисполкома 22.12.1975 № 747                                                                                          |
| Погорелец, д.                   | Оскуйский                    | Чудовский     | Снята с регистрации решением облисполкома 28.01.1966 № 65                                                                                     |
| Погорелка, д.                   | Гридинский                   | Мошенской     | Снята с учёта решением облисполкома 23.02.1987 № 70                                                                                           |
| Погорелка, д.                   | Полистовский                 | Поддорский    | Снята с учёта решением облисполкома 29.03.1976 № 193                                                                                          |
| Погорелово, д.                  | Устрекский                   | Мошенской     | Снята с учёта решением облисполкома 23.12.1968 № 742                                                                                          |
| Погостницы, д.                  | Лажинский                    | Парфинский    | Снята с регистрации решением облисполкома 29.05.1979 № 199                                                                                    |
| Подберезье, д.                  | Белебёлковский               | Поддорский    | Присоединена к с. Белебёлка. Решение облисполкома 28.02.1977 № 112                                                                            |
| Подберезье, д.                  | Взглядский                   | Волотовский   | Снята с учёта решением облисполкома 23.02.1987 № 70                                                                                           |
| Подберезье, д.                  | Висючеборский                | Демянский     | Снята с регистрации решением облисполкома 26.01.1976 № 46                                                                                     |
| Подберезье, д.                  | Остахновский                 | Хвойнинский   | Снята с учёта решением облисполкома 23.02.1987 № 70                                                                                           |
| Подборовье, д.                  | Мытненский                   | Новгородский  | Снята с регистрации решением облисполкома 25.11.1974 № 646                                                                                    |
| Подворное, д.                   | Ельненский                   | Холмский      | Снята с учёта решением облисполкома 20.10.1986 № 388                                                                                          |
| Поддубье, д.                    | Виленский                    | Старорусский  | Снята с учёта решением облисполкома 11.02.1982 № 82                                                                                           |
| Подлипье, д.                    | Борковский                   | Крестецкий    | Снята с учёта решением облисполкома 22.02.1971 № 82                                                                                           |
| Подмогилицы, д.                 | Сопкинский                   | Холмский      | Снята с учёта решением облисполкома 11.02.1982 № 82                                                                                           |
| Подол, д.                       | Городищенский                | Мошенской     | Снята с учёта решением облисполкома 23.12.1968 № 742                                                                                          |
| Подсадье, д.                    | Тухомичский                  | Холмский      | Снята с учёта решением облисполкома 22.12.1975 № 747                                                                                          |
| Подтополье, д.                  | Утушкинский                  | Старорусский  | Снята с учёта решением облисполкома 22.02.1971 № 82                                                                                           |
| Поздехово, д.                   | Гридинский                   | Мошенской     | Снята с учёта решением облисполкома 20.10.1986 № 388                                                                                          |
| Поздышево, д.                   | Озеренский                   | Маловишерский | Снята с учёта решением облисполкома 26.03.1973 № 183                                                                                          |
| Покровка, д.                    | Новоселицкий                 | Новгородский  | Снята с учёта решением облисполкома 23.12.1968 № 742                                                                                          |
| Покровское, д.                  | Видонский                    | Солецкий      | Снята с регистрации решением облисполкома 26.01.1976 № 46                                                                                     |
| Покровское, д.                  | Лажинский                    | Парфинский    | Снята с учёта решением облисполкома 22.02.1971 № 82                                                                                           |
| Полисть, д.                     | Утушкинский                  | Старорусский  | Снята с учёта решением облисполкома 11.02.1982 № 82                                                                                           |
| Полищи, д.                      | Дворищенский                 | Маловишерский | Объединена с д. Дворищи. Решение облисполкома 25.08.1983 № 300                                                                                |
| Поломять, д.                    | Ивантеевский                 | Валдайский    | Снята с учёта решением облисполкома 23.12.1968 № 742                                                                                          |
| Полосы, д.                      | Каменский                    | Холмский      | Снята с учёта решением облисполкома 22.12.1975 № 747                                                                                          |
| Полянка, д.                     | Успенский                    | Чудовский     | Включена в состав г. Чудово. Решение облисполкома 28.04.1982 № 211                                                                            |
| Поозерье, д.                    | Морконницкий                 | Маловишерский | Снята с регистрации решением облисполкома 16.05.1977 № 270                                                                                    |
| Попал, д.                       | Неболчский                   | Любытинский   | Снята с учёта решением облисполкома 20.10.1986 № 388                                                                                          |
| Попово, д.                      | Травковский                  | Боровичский   | Снята с регистрации решением облисполкома 26.01.1976 № 46                                                                                     |
| Поречье, д.                     | Барышевский                  | Мошенской     | Снята с учёта решением облисполкома 20.10.1986 № 388                                                                                          |
| Поречье, д.                     | Велильский                   | Марёвский     | Снята с учёта решением облисполкома 22.12.1975 № 747                                                                                          |
| Пороги, д.                      | Великозаходский              | Демянский     | Снята с учёта решением облисполкома 20.10.1986 № 388                                                                                          |
| Поручка, д.                     | Наволокский                  | Холмский      | Снята с учёта решением облисполкома 23.12.1968 № 742                                                                                          |
| Посад, д.                       | Новоселицкий                 | Новгородский  | Снята с учёта решением облисполкома 23.12.1968 № 742                                                                                          |
| Посёлок льнозавода              | Марёвский                    | Марёвский     | Включён в черту с. Марёво. Решение облисполкома 28.02.1972 № 113                                                                              |
| Посёлок льнозавода              | Мошенской                    | Мошенской     | Включён в черту с. Мошенское. Решение облисполкома 28.02.1972 № 113                                                                           |
| Посёлок рыбхоза                 | Ракушинский                  | Крестецкий    | Слился с д. Завысочье. Решение облисполкома 28.02.1972 № 113                                                                                  |
| Посёлок сельхозтехники          | Наговский                    | Старорусский  | Объединён с д. Нагово. Решение облисполкома 28.02.1972 № 113                                                                                  |
| Посёлок спиртзавода             | Выбитский                    | Солецкий      | Присоединён к пос. Выбити. Решение облисполкома 28.02.1972 № 113                                                                              |
| Посёлок школы- интерната        | Солецкий                     | Солецкий      | Присоединён к д. Сосновка. Решение облисполкома 28.02.1972 № 113                                                                              |
| Почерняево, д.                  | Кончанско- Суворовский       | Боровичский   | Исключена из учётных данных решением облисполкома 16.03.1988 № 79                                                                             |
| Починки, д.                     | Семытинский                  | Пестовский    | Снята с регистрации решением облисполкома 17.10.1977 № 469                                                                                    |
| Приезжая, д.                    | Находский                    | Холмский      | Снята с учёта решением облисполкома 23.12.1968 № 742                                                                                          |
| Приречье, д.                    | Лекаловский                  | Окуловский    | Снята с учёта решением облисполкома 23.12.1968 № 742                                                                                          |
| Пролетарий, д.                  | Язвищенский                  | Поддорский    | Снята с учёта решением облисполкома 29.03.1976 № 193                                                                                          |
| Прошнево, д.                    | Засыпенский                  | Боровичский   | Снята с регистрации решением облисполкома 26.12.1977 № 581                                                                                    |
| Прудищи, д.                     | Варгусовский                 | Окуловский    | Снята с регистрации решением облисполкома 26.12.1977 № 581                                                                                    |
| Прудищи, д.                     | Жилоборский                  | Хвойнинский   | Снята с учёта решением облисполкома 28.02.1972 № 113                                                                                          |
| Прудищи, д.                     | Локотской                    | Крестецкий    | Снята с учёта решением облисполкома 12.09.1984 № 392                                                                                          |
| Прудск, д.                      | Нивский                      | Поддорский    | Снята с учёта решением облисполкома 12.12.1985 № 491                                                                                          |
| Псюжка, д.                      | Горицкий                     | Волотовский   | Исключена из учётных данных решением облисполкома 16.03.1988 № 79                                                                             |
| Пудово, д.                      | Устрекский                   | Мошенской     | Снята с учёта решением облисполкома 20.10.1986 № 388                                                                                          |
| Пупышево, д.                    | Новосельский                 | Старорусский  | Снята с учёта решением облисполкома 22.02.1971 № 82                                                                                           |
| Пупышево, д.                    | Псижский                     | Старорусский  | Снята с учёта решением облисполкома 22.02.1971 № 82                                                                                           |
| Пустошка, д.                    | Велильский                   | Марёвский     | Снята с учёта решением облисполкома 12.09.1984 № 392                                                                                          |
| Пустошка, д.                    | Находский                    | Холмский      | Снята с регистрации решением облисполкома 26.12.1977 № 581                                                                                    |
| Пустошка, д.                    | Устьевский                   | Холмский      | Снята с регистрации решением облисполкома 26.12.1977 № 581                                                                                    |
| Пустынька, д.                   | Луговской                    | Марёвский     | Снята с учёта решением облисполкома 11.02.1982 № 82                                                                                           |
| Пустыня, д.                     | Новодеревенский              | Парфинский    | Снята с учёта решением облисполкома 29.03.1976 № 193                                                                                          |
| Пшеничище, д.                   | Грузинский                   | Чудовский     | Снята с учёта решением облисполкома 29.03.1976 № 193                                                                                          |
| Пырищи, д.                      | Добростский                  | Крестецкий    | Снята с учёта решением облисполкома 12.09.1984 № 392                                                                                          |
| Пятницкое, д.                   | Тухомичский                  | Холмский      | Снята с учёта решением облисполкома 12.12.1985 № 491                                                                                          |
| Равань, д.                      | Лезненский                   | Чудовский     | Снята с регистрации решением облисполкома 28.01.1966 № 65                                                                                     |
| Радомье, д.                     | Оксочский                    | Маловишерский | Снята с учёта решением облисполкома 20.10.1986 № 388                                                                                          |
| Ракино, д.                      | Мамоновщинский               | Марёвский     | Снята с учёта решением облисполкома 22.12.1975 № 747                                                                                          |
| Ракитно, д.                     | Люблинский                   | Поддорский    | Снята с учёта решением облисполкома 12.12.1985 № 491                                                                                          |
| Раково, д.                      | Наволокский                  | Холмский      | Снята с учёта решением облисполкома 12.12.1985 № 491                                                                                          |
| Раменье, д.                     | Кончанско- Суворовский       | Боровичский   | Исключена из учётных данных решением облисполкома 16.03.1988 № 79                                                                             |
| Раменье, д.                     | Озеренский                   | Маловишерский | Снята с регистрации решением облисполкома 28.02.1972 № 113                                                                                    |
| Раменье, д.                     | Хировский                    | Любытинский   | Снята с учёта решением облисполкома 29.03.1976 № 193                                                                                          |
| Ратное Село, д.                 | Воскресенский                | Пестовский    | Снята с учёта решением облисполкома 22.02.1971 № 82                                                                                           |
| Рахино, д.                      | Тарасовский                  | Пестовский    | Снята с учёта решением облисполкома 26.07.1976 № 434                                                                                          |
| Рахмыжа, д.                     | Слободский                   | Чудовский     | Снята с учёта решением облисполкома 22.02.1971 № 82                                                                                           |
| Редра, д.                       | Городковский                 | Мошенской     | Снята с учёта решением облисполкома 23.12.1968 № 742                                                                                          |
| Репушино, д.                    | Бураковский                  | Поддорский    | Снята с учёта решением облисполкома 29.03.1976 № 193                                                                                          |
| Речка, д.                       | Лутовенский                  | Валдайский    | Снята с регистрации решением облисполкома 20.02.1981 № 72                                                                                     |
| Речки, д.                       | Виленский                    | Старорусский  | Снята с учёта решением облисполкома 22.02.1971 № 82                                                                                           |
| Речки, д.                       | Висючеборский                | Демянский     | Снята с регистрации решением облисполкома 26.01.1976 № 46                                                                                     |
| Ровно, д.                       | Бураковский                  | Поддорский    | Снята с учёта решением облисполкома 29.03.1976 № 193                                                                                          |
| Родники, д.                     | Мстинский                    | Маловишерский | Снята с регистрации решением облисполкома 23.12.1974 № 713                                                                                    |
| Родники, д.                     | Осташевский                  | Мошенской     | Снята с учёта решением облисполкома 20.10.1986 № 388                                                                                          |
| Роды, д.                        | Аполецкий                    | Холмский      | Снята с регистрации решением облисполкома 29.03.1979 № 199                                                                                    |
| Рождественно, д.                | Раглицкий                    | Батецкий      | Снята с учёта решением облисполкома 22.02.1971 № 82                                                                                           |
| Розлив, д.                      | Ратицкий                     | Волотовский   | Снята с регистрации решением облисполкома 23.12.1968 № 742                                                                                    |
| Рублево, д.                     | Бурегский                    | Старорусский  | Снята с учёта решением облисполкома 23.02.1987 № 70                                                                                           |
| Рудеево, д.                     | Большеновоселицкий           | Боровичский   | Снята с учёта решением облисполкома 22.02.1971 № 82                                                                                           |
| Рудно, д.                       | Опеченский                   | Боровичский   | Исключена из учётных данных решением облисполкома 16.03.1988 № 79                                                                             |
| Русское Огорово, д.             | Деревский                    | Чудовский     | Снята с регистрации решением облисполкома 23.12.1968 № 742                                                                                    |
| Русыня, д.                      | Городенский                  | Батецкий      | Снята с учёта решением облисполкома 22.12.1975 № 747                                                                                          |
| Ручей, д.                       | Устрекский                   | Мошенской     | Снята с регистрации решением облисполкома 26.01.1976 № 46                                                                                     |
| Ручей Слизенихский, д.          | Устрекский                   | Мошенской     | Снята с регистрации решением облисполкома 26.01.1976 № 46                                                                                     |
| Ручейки, д.                     | Дерглецкий                   | Волотовский   | Снята с учёта решением облисполкома 23.02.1987 № 70                                                                                           |
| Ручейки, д.                     | Травковский                  | Боровичский   | Снята с учёта решением облисполкома 23.02.1987 № 70                                                                                           |
| Ручьи, д.                       | Большеновоселицкий           | Боровичский   | Снята с регистрации решением облисполкома 26.12.1977 № 581                                                                                    |
| Ручьи, д.                       | Варгусовский                 | Окуловский    | Снята с учёта решением облисполкома 23.12.1968 № 742                                                                                          |
| Ручьи, д.                       | Выбитский                    | Солецкий      | Снята с регистрации решением облисполкома 28.03.1977 № 157                                                                                    |
| Рысово, д.                      | Осташевский                  | Мошенской     | Снята с учёта решением облисполкома 20.10.1986 № 388                                                                                          |
| Рябинка, д.                     | Городищенский                | Мошенской     | Снята с регистрации решением облисполкома 17.10.1977 № 469                                                                                    |
| Рябково, д.                     | Горицкий                     | Волотовский   | Снята с регистрации решением облисполкома 29.03.1976 № 193                                                                                    |
| Рябково, д.                     | Перегинский                  | Поддорский    | Снята с учёта решением облисполкома 12.09.1984 № 392                                                                                          |
| Рябова Горушка, д.              | Сушиловский                  | Боровичский   | Снята с учёта решением облисполкома 22.02.1971 № 82                                                                                           |
| Рябушинка, д.                   | Веребьинский                 | Маловишерский | Снята с учёта решением облисполкома 20.02.1981 № 72                                                                                           |
| Савино, д.                      | Кушаверский                  | Хвойнинский   | Снята с учёта решением облисполкома 29.03.1976 № 193                                                                                          |
| Савино, д.                      | Мстинский                    | Маловишерский | Снята с учёта решением облисполкома 20.02.1981 № 72                                                                                           |
| Савино, д.                      | Реченский                    | Боровичский   | Исключена из учётных данных решением облисполкома 16.03.1988 № 79                                                                             |
| Савкино, д.                     | Великозаходский              | Демянский     | Снята с учёта решением облисполкома 20.10.1986 № 388                                                                                          |
| Сады, д.                        | Сухловский                   | Крестецкий    | Снята с учёта решением облисполкома 22.02.1971 № 82                                                                                           |
| Сазанково, д.                   | Ёгольский                    | Боровичский   | Снята с регистрации решением облисполкома 28.01.1966 № 65                                                                                     |
| Санталово, д.                   | Ляковский (Ляковской)        | Крестецкий    | Снята с учёта решением облисполкома 12.09.1984 № 392                                                                                          |
| Сараево, д.                     | Астриловский                 | Старорусский  | Снята с учёта решением облисполкома 23.02.1987 № 70                                                                                           |
| Сараево, д.                     | Подберезский                 | Новгородский  | Снята с учёта решением облисполкома 23.12.1968 № 742                                                                                          |
| Сафрониха, д.                   | Зимогорский                  | Валдайский    | Снята с учёта решением облисполкома 20.02.1981 № 72                                                                                           |
| Святье, д.                      | Сушанский                    | Боровичский   | Снята с учёта решением облисполкома 22.02.1971 № 82                                                                                           |
| Святынька, д.                   | Опеченский                   | Боровичский   | Снята с регистрации решением облисполкома 26.12.1977 № 581                                                                                    |
| Селиваново, д.                  | Должинский                   | Волотовский   | Исключена из учётных данных решением облисполкома 16.03.1988 № 79                                                                             |
| Селище, д.                      | Варгусовский                 | Окуловский    | Снята с учёта решением облисполкома 11.03.1974 № 170                                                                                          |
| Сельхозтехника, пос.            | Полавский                    | Парфинский    | Присоединён к с. Пола. Решение облисполкома 28.02.1972 № 113                                                                                  |
| Сельцо, д.                      | Передольский                 | Батецкий      | Снята с учёта решением облисполкома 26.12.1977 № 581                                                                                          |
| Селяха, д.                      | Ляховичский                  | Старорусский  | Снята с учёта решением облисполкома 22.02.1971 № 82                                                                                           |
| Семёново, д.                    | Ляховичский                  | Старорусский  | Снята с учёта решением облисполкома 22.02.1971 № 82                                                                                           |
| Семёновщина, д.                 | Переездовский                | Поддорский    | Снята с учёта решением облисполкома 20.10.1986 № 388                                                                                          |
| Семибратчина, д.                | Красейский                   | Демянский     | Снята с регистрации решением облисполкома 26.01.1976 № 46                                                                                     |
| Сенега, д.                      | Федоровщинский               | Демянский     | Снята с регистрации решением облисполкома 28.01.1966 № 65                                                                                     |
| Сенная Кересть, д.              | Чудовский                    | Чудовский     | Снята с регистрации решением облисполкома 22.02.1971 № 82                                                                                     |
| Сенобаза, д.                    | Дубовицкий                   | Старорусский  | Снята с регистрации решением облисполкома 26.12.1977 № 581                                                                                    |
| Серболово, д.                   | Переездовский                | Поддорский    | Снята с учёта решением облисполкома 29.03.1976 № 193                                                                                          |
| Сергино, д.                     | Калининский                  | Мошенской     | Снята с учёта решением облисполкома 20.10.1986 № 388                                                                                          |
| Середка, д.                     | Перегинский                  | Поддорский    | Снята с учёта решением облисполкома 29.03.1976 № 193                                                                                          |
| Сетилово, д.                    | Ельненский                   | Холмский      | Снята с учёта решением облисполкома 22.12.1975 № 747                                                                                          |
| Сидорково, д.                   | Переездовский                | Поддорский    | Снята с учёта решением облисполкома 29.03.1976 № 193                                                                                          |
| Ситилово, д.                    | Ельненский                   | Холмский      | Снята с учёта решением облисполкома 22.12.1975 № 747                                                                                          |
| Ситня-Устье, д.                 | Ситненский                   | Солецкий      | Снята с учёта решением облисполкома 11.03.1974 № 170                                                                                          |
| Скрипливка, д.                  | Переездовский                | Поддорский    | Снята с учёта решением облисполкома 20.10.1986 № 388                                                                                          |
| Скуратово, д.                   | Минецкий                     | Хвойнинский   | Снята с учёта решением облисполкома 11.02.1982 № 82                                                                                           |
| Скуратово, д.                   | Поддорский                   | Холмский      | Снята с регистрации решением райисполкома 20.10.1965 № 276                                                                                    |
| Славить, д.                     | Гостецкий                    | Новгородский  | Снята с учёта решением облисполкома 20.10.1986 № 388                                                                                          |
| Слепично, д.                    | Аполецкий                    | Холмский      | Снята с учёта решением облисполкома 20.10.1986 № 388                                                                                          |
| Слободка, д.                    | Морховский                   | Холмский      | Снята с регистрации решением облисполкома 17.10.1977 № 469                                                                                    |
| Слутки, д.                      | Висючеборский                | Демянский     | Снята с регистрации решением облисполкома 28.01.1966 № 65                                                                                     |
| Случино, д.                     | Мойкинский                   | Батецкий      | Снята с учёта решением облисполкома 22.02.1971 № 82                                                                                           |
| Сметанинская Мыза, д.           | Волотовский                  | Новгородский  | Включена в черту г. Новгород. Решение облисполкома 18.04.1984 № 161                                                                           |
| Смехново, д.                    | Медовский                    | Холмский      | Снята с регистрации решением облисполкома 17.10.1977 № 469                                                                                    |
| Смешино, д.                     | Иногощенский                 | Окуловский    | Снята с регистрации решением облисполкома 08.09.1975 № 549                                                                                    |
| Смолево, д.                     | Астриловский                 | Старорусский  | Снята с регистрации решением облисполкома 16.05.1977 № 270                                                                                    |
| Смолино, д.                     | Дрегельский                  | Любытинский   | Снята с учёта решением облисполкома 20.10.1986 № 388                                                                                          |
| Снегирёво, д.                   | Велильский                   | Марёвский     | Снята с учёта решением облисполкома 22.12.1975 № 747                                                                                          |
| Снегирёво, д.                   | Находский                    | Холмский      | Снята с регистрации решением облисполкома 22.02.1971 № 82                                                                                     |
| Соболиха, д.                    | Морконницкий                 | Маловишерский | Объединена с д. Шемякино. Решение облисполкома 16.02.1987 № 49                                                                                |
| Советский, пос.                 | Красноборский                | Холмский      | Снят с регистрации решением облисполкома 28.01.1966 № 65                                                                                      |
| Совнево, д.                     | Ёгольский                    | Боровичский   | Снята с регистрации решением облисполкома 28.01.1966 № 65                                                                                     |
| Соловьёво, д.                   | Костьковский                 | Демянский     | Снята с регистрации решением облисполкома 28.01.1966 № 65                                                                                     |
| Соломеевщина, д.                | Новорахинский                | Крестецкий    | Снята с регистрации решением облисполкома 26.12.1977 № 581                                                                                    |
| Солоник, д.                     | Ярцевский                    | Любытинский   | Снята с учёта решением облисполкома 20.10.1986 № 388                                                                                          |
| Солоново, д.                    | Боровщинский                 | Любытинский   | Снята с учёта решением облисполкома 20.10.1986 № 388                                                                                          |
| Солохино, д.                    | Волокский                    | Боровичский   | Снята с регистрации решением облисполкома 26.01.1976 № 46                                                                                     |
| Сопки, д.                       | Костьковский                 | Демянский     | Снята с регистрации решением облисполкома 26.01.1976 № 46                                                                                     |
| Сопки, д.                       | Сусоловский                  | Старорусский  | Снята с учёта решением облисполкома 23.02.1987 № 70                                                                                           |
| Сорокино, д.                    | Ельненский                   | Холмский      | Снята с учёта решением облисполкома 22.12.1975 № 747                                                                                          |
| Сортировочная, д.               | Григоровский                 | Новгородский  | Снята с регистрации решением облисполкома 26.12.1977 № 581                                                                                    |
| Соснец, д.                      | Новомельницкий               | Новгородский  | Снята с регистрации решением облисполкома 28.01.1966 № 65                                                                                     |
| Соснино, д.                     | Неболчский                   | Любытинский   | Снята с регистрации решением облисполкома 26.12.1977 № 581                                                                                    |
| Сосница, д.                     | Городнянский                 | Поддорский    | Снята с регистрации решением облисполкома 28.01.1966 № 65                                                                                     |
| Сосновец, д.                    | Быковский                    | Пестовский    | Снята с учёта решением облисполкома 26.07.1976 № 434                                                                                          |
| Сосновка, д.                    | Большеновоселицкий           | Боровичский   | Снята с регистрации решением облисполкома 26.01.1976 № 46                                                                                     |
| Сосновка, д.                    | Каменский                    | Холмский      | Снята с учёта решением облисполкома 11.02.1982 № 82                                                                                           |
| Сосновка, д.                    | Сушиловский                  | Боровичский   | Включена в черту г. Боровичи. Решение облисполкома 05.03.1987 № 89                                                                            |
| Сосновка, пос.                  | Сушиловский                  | Боровичский   | Включён в черту г. Боровичи. Решение облисполкома 29.05.1981 № 199                                                                            |
| Сосново, д.                     | Нивский                      | Поддорский    | Упразднена решением облисполкома 15.01.1973 № 20                                                                                              |
| Сосонье, д.                     | Минецкий                     | Хвойнинский   | Снята с учёта решением облисполкома 28.01.1966 № 65                                                                                           |
| Сотино, д.                      | Боровской                    | Старорусский  | Снята с учёта решением облисполкома 22.02.1971 № 82                                                                                           |
| София, д.                       | Любонский                    | Боровичский   | Снята с регистрации решением облисполкома 26.12.1977 № 581                                                                                    |
| Сохново, д.                     | Полистовский                 | Поддорский    | Снята с учёта решением облисполкома 29.03.1976 № 193                                                                                          |
| Спирово, д.                     | Щетиновский                  | Мошенской     | Снята с регистрации решением облисполкома 26.01.1976 № 46                                                                                     |
| Спорная Нива, д.                | Миголощский                  | Хвойнинский   | Снята с учёта решением облисполкома 11.02.1982 № 82                                                                                           |
| Среднее Насакино, д.            | Едровский                    | Валдайский    | Снята с регистрации решением облисполкома 24.11.1976 № 631                                                                                    |
| Старище, д.                     | Перегинский                  | Поддорский    | Снята с учёта решением облисполкома 23.02.1987 № 70                                                                                           |
| Старо, д.                       | Виленский                    | Старорусский  | Снята с регистрации решением облисполкома 16.05.1977 № 270                                                                                    |
| Старовские бараки, д.           | Шубинский                    | Старорусский  | Снята с учёта решением облисполкома 22.02.1971 № 82                                                                                           |
| Старое Борково, д.              | Горнешненский                | Окуловский    | Снята с регистрации решением облисполкома 26.12.1977 № 581                                                                                    |
| Старое Волхово, д.              | Чудовский                    | Чудовский     | Снята с регистрации решением облисполкома 26.12.1977 № 581                                                                                    |
| Старое Гучево, д.               | Новорусский                  | Марёвский     | Снята с регистрации решением облисполкома 26.01.1976 № 46                                                                                     |
| Старое Село, д.                 | Рощинский                    | Валдайский    | Снята с учёта решением облисполкома 12.12.1985 № 491                                                                                          |
| Старое Щегрино, д.              | Любытинский                  | Любытинский   | Снята с регистрации решением облисполкома 28.01.1966 № 65                                                                                     |
| Старухино, д.                   | Кировский                    | Боровичский   | Исключена из учётных данных решением облисполкома 16.03.1988 № 79                                                                             |
| Старые Горбы, д.                | Городнянский                 | Поддорский    | Снята с учёта решением облисполкома 29.03.1976 № 193                                                                                          |
| Старые Дегтяри, д.              | Ляховичский                  | Старорусский  | Снята с учёта решением облисполкома 16.03.1988 № 79                                                                                           |
| Старый Ходовец, д.              | Золотковский                 | Окуловский    | Снята с регистрации решением облисполкома 28.01.1966 № 65                                                                                     |
| Стеньково, д.                   | Остахновский                 | Хвойнинский   | Снята с учёта решением облисполкома 11.02.1982 № 82                                                                                           |
| Степаниха, д.                   | Быковский                    | Пестовский    | Снята с учёта решением облисполкома 26.07.1976 № 434                                                                                          |
| Степаново, д.                   | Сопкинский                   | Холмский      | Снята с учёта решением облисполкома 12.12.1985 № 491                                                                                          |
| Степановщина, д.                | Велильский                   | Марёвский     | Снята с учёта решением облисполкома 23.02.1987 № 70                                                                                           |
| Стехово, д.                     | Видогощский                  | Новгородский  | Снята с регистрации решением облисполкома 25.11.1974 № 646                                                                                    |
| Стипенка, д.                    | Трубичинский                 | Новгородский  | Снята с учёта решением облисполкома 23.12.1968 № 742                                                                                          |
| Стобня, д.                      | Горный                       | Марёвский     | Снята с учёта решением облисполкома 22.12.1975 № 747                                                                                          |
| Стойки, д.                      | Рамушевский                  | Старорусский  | Объединена с д. Давыдово. Решение облисполкома 15.01.1973 № 20                                                                                |
| Столбовка, д.                   | Ельненский                   | Холмский      | Снята с регистрации решением облисполкома 26.12.1977 № 581                                                                                    |
| Столец, д.                      | Псижский                     | Старорусский  | Снята с учёта решением облисполкома 22.02.1971 № 82                                                                                           |
| Сторонино, д.                   | Боровщинский                 | Любытинский   | Снята с учёта решением облисполкома 23.12.1968 № 742                                                                                          |
| Стрежено, д.                    | Сопкинский                   | Холмский      | Снята с учёта решением облисполкома 12.12.1985 № 491                                                                                          |
| Стрелки, д.                     | Горицкий                     | Волотовский   | Снята с учёта решением облисполкома 29.03.1976 № 193                                                                                          |
| Стригино, д.                    | Травковский                  | Боровичский   | Снята с учёта решением облисполкома 23.02.1987 № 70                                                                                           |
| Стриженец, д.                   | Оскуйский                    | Чудовский     | Снята с регистрации решением облисполкома 28.01.1966 № 65                                                                                     |
| Струги, д.                      | Зимогорский                  | Валдайский    | Снята с учёта решением облисполкома 12.12.1985 № 491                                                                                          |
| Струги, д.                      | Тарасовский                  | Пестовский    | Снята с учёта решением облисполкома 29.03.1976 № 193                                                                                          |
| Струшино, д.                    | Дретенский                   | Старорусский  | Снята с регистрации решением облисполкома 15.01.1973 № 20                                                                                     |
| Стучево, д.                     | Кировский                    | Боровичский   | Исключена из учётных данных решением облисполкома 16.03.1988 № 79                                                                             |
| Сутоки, д.                      | Дубковский                   | Старорусский  | Снята с регистрации решением облисполкома 15.01.1973 № 20                                                                                     |
| Сутоки, д.                      | Сопкинский                   | Холмский      | Снята с регистрации решением облисполкома 29.03.1979 № 199                                                                                    |
| Сухово, д.                      | Травковский                  | Боровичский   | Снята с регистрации решением облисполкома 26.12.1977 № 581                                                                                    |
| Сухой Бор, д.                   | Язвищенский                  | Поддорский    | Снята с учёта решением облисполкома 12.09.1984 № 392                                                                                          |
| Сухоногово, д.                  | Марёвский                    | Марёвский     | Включена в черту с. Марёво. Решение облисполкома 25.08.1983 № 300                                                                             |
| Сущево, д.                      | Ляховичский                  | Старорусский  | Снята с регистрации решением облисполкома 28.01.1966 № 65                                                                                     |
| Сысоиха, д.                     | Тухомичский                  | Холмский      | Снята с учёта решением облисполкома 23.02.1987 № 70                                                                                           |
| Табачное Замостье, д.           | Хировский                    | Любытинский   | Снята с учёта решением облисполкома 20.10.1986 № 388                                                                                          |
| Таложно, д.                     | Заводский                    | Окуловский    | Снята с учёта решением облисполкома 25.08.1983 № 300                                                                                          |
| Талошница, д.                   | Марёвский                    | Марёвский     | Снята с регистрации решением облисполкома 11.02.1982 № 82                                                                                     |
| Теребони, д.                    | Ситненский                   | Солецкий      | Снята с регистрации решением облисполкома 05.05.1978 № 187                                                                                    |
| Теремово, д.                    | Астриловский                 | Старорусский  | Снята с учёта решением облисполкома 11.02.1982 № 82                                                                                           |
| Терехани, д.                    | Раглицкий                    | Батецкий      | Снята с учёта решением облисполкома 22.02.1971 № 82                                                                                           |
| Терпуково, д.                   | Веребьинский                 | Маловишерский | Снята с учёта решением облисполкома 20.02.1981 № 72                                                                                           |
| Тесна, д.                       | Мстинский                    | Маловишерский | Снята с регистрации решением облисполкома 16.05.1977 № 270                                                                                    |
| Тетерино, д.                    | Велильский                   | Марёвский     | Снята с регистрации решением облисполкома 11.02.1982 № 82                                                                                     |
| Тёс, д.                         | Подгощский                   | Шимский       | Снята с учёта решением облисполкома 11.02.1982 № 82                                                                                           |
| Тимофеево, д.                   | Борковский                   | Крестецкий    | Снята с учёта решением облисполкома 22.02.1971 № 82                                                                                           |
| Тимошино, д.                    | Гридинский                   | Мошенской     | Снята с учёта решением облисполкома 23.12.1968 № 742                                                                                          |
| Тишино, д.                      | Ямской                       | Крестецкий    | Снята с регистрации решением облисполкома 26.01.1976 № 46                                                                                     |
| Токарево, д.                    | Устюцкий                     | Пестовский    | Снята с регистрации решением облисполкома 11.02.1982 № 82                                                                                     |
| Токки, хут.                     | Варгусовский                 | Окуловский    | Снят с регистрации решением облисполкома 01.11.1979 № 414                                                                                     |
| Толочно, д.                     | Утушкинский                  | Старорусский  | Снята с учёта решением облисполкома 23.02.1987 № 70                                                                                           |
| Толчино, д.                     | Передольский                 | Батецкий      | Снята с учёта решением облисполкома 26.12.1977 № 581                                                                                          |
| Топорично, д.                   | Белебёлковский               | Поддорский    | Снята с учёта решением облисполкома 29.03.1976 № 193                                                                                          |
| Торфоболото, пос.               | Новосельский                 | Старорусский  | Объединён с д. Нагаткино. Решение облисполкома 28.02.1972 № 113                                                                               |
| Торфяной Пост, н. п.            | Чудовский                    | Чудовский     | Снят с учёта решением облисполкома 24.11.1976 № 663                                                                                           |
| Точное, д.                      | Должинский                   | Волотовский   | Снята с учёта решением облисполкома 29.03.1976 № 193                                                                                          |
| Тракловицы, д.                  | Троховский                   | Старорусский  | Снята с регистрации решением облисполкома 26.12.1977 № 581                                                                                    |
| Траховщина, д.                  | Сопкинский                   | Холмский      | Снята с учёта решением облисполкома 12.12.1985 № 491                                                                                          |
| Треполье, д.                    | Выбитский                    | Солецкий      | Снята с регистрации решением облисполкома 26.01.1976 № 46                                                                                     |
| Трошково, д.                    | Нивский                      | Поддорский    | Снята с учёта решением облисполкома 20.10.1986 № 388                                                                                          |
| Туемля, д.                      | Волокский                    | Боровичский   | Снята с регистрации решением облисполкома 26.01.1976 № 46                                                                                     |
| Тумашево, д.                    | Осташевский                  | Мошенской     | Снята с учёта решением облисполкома 20.10.1986 № 388                                                                                          |
| Тупичино, д.                    | Мокроостровский              | Крестецкий    | Снята с учёта решением облисполкома 12.09.1984 № 392                                                                                          |
| Турбино, д.                     | Осташевский                  | Мошенской     | Снята с учёта решением облисполкома 20.10.1986 № 388                                                                                          |
| Турий Двор, д.                  | Дворецкий                    | Парфинский    | Снята с учёта решением облисполкома 22.02.1971 № 82                                                                                           |
| Тыченка, д.                     | Винский                      | Крестецкий    | Снята с регистрации решением облисполкома 26.01.1976 № 46                                                                                     |
| Уверский Бейшлот, д.            | Перелучский                  | Боровичский   | Исключена из учётных данных решением облисполкома 16.03.1988 № 79                                                                             |
| Угличи, д.                      | Федоровщинский               | Марёвский     | Снята с учёта решением облисполкома 22.12.1975 № 747                                                                                          |
| Угоща, д.                       | Выбитский                    | Солецкий      | Объединена с пос. Выбити решением облисполкома 26.01.1976 № 46                                                                                |
| Узмени, д.                      | Раменский                    | Мошенской     | Снята с регистрации решением облисполкома 17.10.1977 № 469                                                                                    |
| Ульяновка, д.                   | Белебёлковский               | Поддорский    | Снята с учёта решением облисполкома 12.09.1984 № 392                                                                                          |
| Ульяшово, д.                    | Подберезский                 | Новгородский  | Снята с учёта решением облисполкома 22.02.1971 № 82                                                                                           |
| Уралец, д.                      | Новорахинский                | Крестецкий    | Снята с регистрации решением облисполкома 26.12.1977 № 581                                                                                    |
| Усадье, д.                      | Морконницкий                 | Маловишерский | Снята с учёта решением облисполкома 20.10.1986 № 388                                                                                          |
| Усадье, д.                      | Оксочский                    | Маловишерский | Снята с регистрации решением облисполкома 16.05.1977 № 270                                                                                    |
| Усть-Брынкино, пос.             | Большеновоселицкий           | Боровичский   | Включён в черту г. Боровичи. Решение облисполкома 22.01.1968 № 48                                                                             |
| Устье, д.                       | Каёвский                     | Окуловский    | Снята с учёта решением облисполкома 05.05.1978 № 187                                                                                          |
| Устье, д.                       | Красностанский               | Новгородский  | Снята с регистрации решением облисполкома 25.11.1974 № 646                                                                                    |
| Устье, д.                       | Озеренский                   | Маловишерский | Снята с учёта решением облисполкома 23.12.1968 № 742                                                                                          |
| Устье, д.                       | Трубичинский                 | Новгородский  | Объединена с д. Трубичино. Решение облисполкома 25.11.1974 № 646                                                                              |
| Ушенец, д.                      | Астриловский                 | Старорусский  | Снята с учёта решением облисполкома 23.02.1987 № 70                                                                                           |
| Фалево, д.                      | Зимогорский                  | Валдайский    | Снята с регистрации решением облисполкома 24.11.1976 № 631                                                                                    |
| Фальки, д.                      | Горский                      | Солецкий      | Снята с регистрации решением облисполкома 28.01.1966 № 65                                                                                     |
| Фальково, д.                    | Пустовишерский               | Маловишерский | Снята с регистрации решением облисполкома 28.01.1966 № 65                                                                                     |
| Фатьяново, д.                   | Травковский                  | Боровичский   | Снята с учёта решением облисполкома 23.02.1987 № 70                                                                                           |
| Федулино, д.                    | Мстинский                    | Маловишерский | Снята с учёта решением облисполкома 26.12.1977 № 581                                                                                          |
| Федьково, д.                    | Вотолинский                  | Демянский     | Снята с регистрации решением облисполкома 26.01.1976 № 46                                                                                     |
| Федьково, д.                    | Дретенский                   | Старорусский  | Снята с регистрации решением облисполкома 15.01.1973 № 20                                                                                     |
| Филино, д.                      | Боровёнковский               | Окуловский    | Снята с учёта решением облисполкома 29.03.1976 № 193                                                                                          |
| Филиппково, д.                  | Гостецкий                    | Новгородский  | Снята с учёта решением облисполкома 20.10.1986 № 388                                                                                          |
| Филистово, д.                   | Гридинский                   | Мошенской     | Снята с регистрации решением облисполкома 17.10.1977 № 469                                                                                    |
| Филистово, д.                   | Дретенский                   | Старорусский  | Снята с регистрации решением облисполкома 16.05.1977 № 270                                                                                    |
| Филяиха, д.                     | Сушиловский                  | Боровичский   | Снята с регистрации решением облисполкома 28.01.1966 № 65                                                                                     |
| Фомино, д.                      | Опеченский                   | Боровичский   | Исключена из учётных данных решением облисполкома 16.03.1988 № 79                                                                             |
| Фомкино, д.                     | Борский                      | Мошенской     | Снята с учёта решением облисполкома 23.12.1968 № 742                                                                                          |
| Фомкино, д.                     | Одоевский                    | Марёвский     | Снята с регистрации решением облисполкома 24.11.1976 № 631                                                                                    |
| Фофаново, д.                    | Березинский                  | Любытинский   | Снята с регистрации решением облисполкома 28.01.1966 № 65                                                                                     |
| Хвалютино, д.                   | Нивский                      | Поддорский    | Снята с учёта решением облисполкома 12.12.1985 № 491                                                                                          |
| Хвершанка, д.                   | Виленский                    | Старорусский  | Снята с учёта решением облисполкома 11.02.1982 № 82                                                                                           |
| Хвостец, д.                     | Новосельский                 | Батецкий      | Снята с учёта решением облисполкома 22.12.1975 № 747                                                                                          |
| Хвощно, д.                      | Никандровский                | Любытинский   | Снята с регистрации решением облисполкома 28.01.1966 № 65                                                                                     |
| Хлебалово, д.                   | Марёвский                    | Марёвский     | Снята с учёта решением облисполкома 22.12.1975 № 747                                                                                          |
| Хлебнево, д.                    | Меглецкий                    | Мошенской     | Снята с учёта решением облисполкома 20.10.1986 № 388                                                                                          |
| Хлыстово, д.                    | Воскресенский                | Пестовский    | Снята с регистрации решением облисполкома 11.02.1982 № 82                                                                                     |
| Хмельники, д.                   | Лекаловский                  | Окуловский    | Снята с регистрации решением облисполкома 04.10.1979 № 379/1                                                                                  |
| Хоболь, д.                      | Люблинский                   | Поддорский    | Снята с учёта решением облисполкома 12.12.1985 № 491                                                                                          |
| Холм, д.                        | Усть-Волмский                | Крестецкий    | Снята с учёта решением облисполкома 12.09.1984 № 392                                                                                          |
| Холмы, д.                       | Шубинский                    | Старорусский  | Снята с учёта решением облисполкома 23.02.1987 № 70                                                                                           |
| Хорошово, д.                    | Гридинский                   | Мошенской     | Снята с регистрации решением облисполкома 17.10.1977 № 469                                                                                    |
| Хотилово, д.                    | Любытинский                  | Любытинский   | Снята с учёта решением облисполкома 20.10.1986 № 388                                                                                          |
| Хочуни, д.                      | Косицкий                     | Батецкий      | Снята с учёта решением облисполкома 20.10.1986 № 388                                                                                          |
| Целтнэ, д.                      | Деревский                    | Чудовский     | Снята с учёта решением облисполкома 29.03.1976 № 193                                                                                          |
| Целяево, д.                     | Перелучский                  | Боровичский   | Исключена из учётных данных решением облисполкома 16.03.1988 № 79                                                                             |
| Часыня, д.                      | Лычковский поселковый Совет  | Демянский     | Снята с регистрации решением облисполкома 26.01.1976 № 46                                                                                     |
| Чащивец, д.                     | Луговской                    | Марёвский     | Снята с регистрации решением облисполкома 11.02.1982 № 82                                                                                     |
| Чащивка, д.                     | Красноборский                | Холмский      | Снята с учёта решением облисполкома 12.12.1985 № 491                                                                                          |
| Чебенево, д.                    | Болоненский                  | Боровичский   | Снята с регистрации решением облисполкома 26.01.1976 № 46                                                                                     |
| Чебенево, д.                    | Перелучский                  | Боровичский   | Исключена из учётных данных решением облисполкома 16.03.1988 № 79                                                                             |
| Чепятино, д.                    | Липьевский                   | Марёвский     | Снята с учёта решением облисполкома 11.02.1982 № 82                                                                                           |
| Черенцово, д.                   | Астриловский                 | Старорусский  | Снята с учёта решением облисполкома 11.02.1982 № 82                                                                                           |
| Черёмушки, д.                   | Остахновский                 | Хвойнинский   | Снята с учёта решением облисполкома 11.02.1982 № 82                                                                                           |
| Чернецово, д.                   | Устрекский                   | Мошенской     | Снята с учёта решением облисполкома 23.12.1968 № 742                                                                                          |
| Чернигово, д.                   | Астриловский                 | Старорусский  | Снята с регистрации решением облисполкома 16.05.1977 № 270                                                                                    |
| Чернышево, д.                   | Зехинский                    | Старорусский  | Снята с учёта решением облисполкома 16.03.1988 № 79                                                                                           |
| Чёрное, д.                      | Любенской                    | Марёвский     | Снята с учёта решением облисполкома 11.02.1982 № 82                                                                                           |
| Чижово, д.                      | Остахновский                 | Хвойнинский   | Снята с регистрации решением облисполкома 22.02.1971 № 82                                                                                     |
| Чириковщина, д.                 | Ляховичский                  | Старорусский  | Снята с учёта решением облисполкома 11.02.1982 № 82                                                                                           |
| Чиркино, д.                     | Астриловский                 | Старорусский  | Снята с учёта решением облисполкома 11.02.1982 № 82                                                                                           |
| Чиркунова Дубровочка, д.        | Быковский                    | Пестовский    | Снята с учёта решением облисполкома 29.03.1976 № 193                                                                                          |
| Чубуковицы, д.                  | Мытненский                   | Новгородский  | Снята с регистрации решением облисполкома 25.11.1974 № 646                                                                                    |
| Чудово, д.                      | Успенский                    | Чудовский     | Включена в состав г. Чудово. Решение облисполкома 28.04.1982 № 211                                                                            |
| Чудово-2, д.                    | Успенский                    | Чудовский     | Включена в состав г. ЧудовоРешение облисполкома 28.04.1982 № 211                                                                              |
| Чудцы, д.                       | Хортицкий                    | Любытинский   | Снята с регистрации решением облисполкома 28.01.1966 № 65                                                                                     |
| Чупрово, д.                     | Устрекский                   | Мошенской     | Снята с учёта решением облисполкома 20.10.1986 № 388                                                                                          |
| Чухново, д.                     | Утушкинский                  | Старорусский  | Снята с регистрации решением облисполкома 15.01.1973 № 20                                                                                     |
| Чучемицы, д.                    | Марёвский                    | Марёвский     | Снята с регистрации решением облисполкома 11.02.1982 № 82                                                                                     |
| Чучемля 1, д.                   | Щетиновский                  | Мошенской     | Снята с учёта решением облисполкома 23.12.1968 № 742                                                                                          |
| Шабаново, д.                    | Мамоновщинский               | Марёвский     | Снята с учёта решением облисполкома 23.02.1987 № 70                                                                                           |
| Шапково, д.                     | Наволокский                  | Холмский      | Снята с регистрации решением облисполкома 17.10.1977 № 469                                                                                    |
| Шарапово, д.                    | Ёгольский                    | Боровичский   | Снята с учёта решением облисполкома 22.02.1971 № 82                                                                                           |
| Шашки, д.                       | Одоевский                    | Демянский     | Снята с регистрации решением облисполкома 28.01.1966 № 65                                                                                     |
| Шелонь, д.                      | Выбитский                    | Солецкий      | Снята с регистрации решением облисполкома 14.08.1979 № 303                                                                                    |
| Шеперево, д.                    | Агафоновский                 | Любытинский   | Снята с регистрации решением облисполкома 28.01.1966 № 65                                                                                     |
| Шинково, д.                     | Локотской                    | Крестецкий    | Снята с регистрации решением облисполкома 26.01.1976 № 46                                                                                     |
| Шипуново, д.                    | Рамушевский                  | Старорусский  | Объединена с д. Давыдово. Решение облисполкома 15.01.1973 № 20                                                                                |
| Ширяево, д.                     | Троховский                   | Старорусский  | Снята с учёта решением облисполкома 23.02.1987 № 70                                                                                           |
| Шлино, д.                       | Локотской                    | Крестецкий    | Снята с учёта решением облисполкома 12.09.1984 № 392                                                                                          |
| Шубино, д.                      | Аполецкий                    | Холмский      | Снята с регистрации решением облисполкома 26.12.1977 № 581                                                                                    |
| Шур, д.                         | Дерглецкий                   | Волотовский   | Снята с учёта решением облисполкома 23.02.1987 № 70                                                                                           |
| Шутовка, д.                     | Велильский                   | Марёвский     | Снята с учёта решением облисполкома 11.02.1982 № 82                                                                                           |
| Шутовка, д.                     | Шубинский                    | Старорусский  | Снята с учёта решением облисполкома 23.02.1987 № 70                                                                                           |
| Щетин Бор, д.                   | Дретенский                   | Старорусский  | Объединена с д. Белоусов Бор и д. Маловасильевский Бор в д. Большие Боры. Решение облисполкома 15.01.1973 № 20                                |
| Щетино, д.                      | Устюцкий                     | Пестовский    | Снята с учёта решением облисполкома 22.02.1971 № 82                                                                                           |
| Щетиново, д.                    | Опеченский                   | Боровичский   | Исключена из учётных данных решением облисполкома 16.03.1988 № 79                                                                             |
| Щетиново, д.                    | Щетиновский                  | Мошенской     | Снята с регистрации решением облисполкома 17.10.1977 № 469                                                                                    |
| Эдази, д.                       | Ямской                       | Крестецкий    | Снята с учёта решением облисполкома 22.02.1971 № 82                                                                                           |
| Эстино, д.                      | Заборовский                  | Валдайский    | Снята с регистрации решением облисполкома 03.12.1973 № 682                                                                                    |
| Эстьяны, д.                     | Мстинский                    | Новгородский  | Объединена с с. Бронница. Решение облисполкома 25.11.1974 № 646                                                                               |
| Юркино, д.                      | Кабожский                    | Мошенской     | Снята с учёта решением облисполкома 23.12.1968 № 742                                                                                          |
| Юрьево, д.                      | Перетенковский               | Окуловский    | Снята с регистрации решением облисполкома 01.11.1979Х° 414                                                                                    |
| Юрьево, д.                      | Ракомский                    | Новгородский  | Включена в черту г. Новгород. Решение облисполкома 04.08.1975 № 479                                                                           |
| Юрятино, д.                     | Новоселицкий                 | Новгородский  | Снята с регистрации решением облисполкома 22.12.1975 № 747                                                                                    |
| Юшково, д.                      | Переходский                  | Поддорский    | Снята с учёта решением облисполкома 29.03.1976 № 193                                                                                          |
| Яблонька, д.                    | Вельский                     | Валдайский    | Снята с регистрации решением облисполкома 03.12.1973 № 682                                                                                    |
| Ядрово, д.                      | Охонский                     | Пестовский    | Снята с учёта решением облисполкома 29.03.1976 № 193                                                                                          |
| Язвищи, д.                      | Каёвский                     | Окуловский    | Снята с регистрации решением облисполкома 26.12.1977 № 581                                                                                    |
| Яймля, д.                       | Ямской                       | Крестепкий    | Снята с регистрации решением облисполкома 26.12.1977 № 581                                                                                    |
| Ямище, д.                       | Дрстенский                   | Старорусский  | Снята с учёта решением облисполкома 22.02.1971 № 82                                                                                           |
| Ямно, д.                        | Горицкий                     | Волотовский   | Снята с учёта решением облисполкома 29.03.1976 № 193                                                                                          |
| Ямок, д.                        | Серговский                   | Новгородский  | Объединена с д. Сергово. Решение облисполкома 25.?.1974 № 646                                                                                 |
| Яснеболок, д.                   | Одоевский                    | Марёвский     | Снята с регистрации решением облисполкома 26.01.1976 № 46                                                                                     |
| Ясно, д.                        | Вольногорский                | Батецкий      | Снята с учёта решением облисполкома 22.02.1971 № 82                                                                                           |
| Яшнево, д.                      | Охонский                     | Пестовский    | Снята с регистрации решением облисполкома 17.10.1977 № 469                                                                                    |